# Parco nazionale di Yosemite
Il parco nazionale di Yosemite (in inglese Yosemite National Park, pronuncia AFI: [joˈsemiti]) è una zona protetta degli Stati Uniti che copre parte dei monti della Sierra Nevada, nella parte orientale della California. Con una superficie totale di 3 074 km², si tratta del terzo parco nazionale più grande della California dopo quelli della Valle della Morte e di Joshua Tree.
Yosemite ospita uno dei macro-habitat maggiori e meno frammentati della Sierra Nevada, sia con riferimento alle piante sia agli animali. Il parco ha un intervallo di elevazione compreso tra 648 e 3 997 m e contiene cinque principali fasce di vegetazione: il chaparral e i boschi di quercia, la foresta montana inferiore, la foresta montana, la zona subalpina e la tundra alpina. Delle 7 000 specie vegetali della California, circa il 50% si trova nella Sierra Nevada e oltre il 20% si trova nello Yosemite. Il parco contiene un habitat adatto per più di 160 piante rare, con rare formazioni locali geologiche e suoli con composizioni mineralogiche uniche.
La geologia locale è caratterizzata da rocce granitiche e resti litologici più antichi. Circa 10 milioni di anni fa, la Sierra Nevada si sollevò di quota e poi si inclinò, originando i suoi pendii occidentali relativamente dolci e i pendii orientali decisamente più ripidi. Il sollevamento aumentò la curva dei ruscelli e dei letti dei fiumi, determinando la formazione di profondi e stretti canyon. Circa un milione di anni fa, neve e ghiaccio si accumularono dando vita a ghiacciai nei prati alpini più alti che si spostarono lungo le valli dei fiumi. Lo spessore del ghiaccio nella valle di Yosemite potrebbe aver raggiunto i 1 200 m durante la prima era glaciale. Il movimento verso il basso delle masse di ghiaccio secò e scolpì la valle a forma di U che oggi attira così tanti visitatori per le sue viste panoramiche.
Yosemite ha costituito una tappa miliare nello sviluppo dell'idea del parco nazionale: lo studioso Galen Clark e altri eminenti pensatori esercitarono pressioni per proteggere la Yosemite Valley dall'impatto antropico, spingendo infine il presidente Abraham Lincoln a firmare il Yosemite Grant nel 1864. John Muir guidò un movimento di successo volto a far creare al Congresso degli Stati Uniti un parco nazionale più grande entro il 1890 che comprendesse la valle, le montagne e le foreste circostanti. Elevato a parco nazionale il 1º ottobre 1890, Yosemite è la seconda zona protetta più antica per istituzione nella storia degli Stati Uniti dopo Yellowstone. Seguì poi la nomina nel patrimonio mondiale da parte dell'UNESCO nel 1984.
Più di 3,5 milioni di turisti lo visitano ogni anno con un record di 5 nel 2016, cifra che lo rende, al fianco del Grand Canyon e delle Great Smoky Mountains, uno dei siti naturali più visitati della nazione. Le sue spettacolari cascate e le verticali pareti di granito attirano ogni anno migliaia di escursionisti e alpinisti provenienti da tutto il mondo. Tuttavia, il turismo di massa in primavera e in estate ha posto e pone tuttora problemi ambientali nella valle di Yosemite. Il parco ha iniziato a richiedere la prenotazione per accedervi durante i periodi di punta a partire dal 2020 come risposta all'aumento dei visitatori e per via della pandemia di COVID-19.

## Toponimo

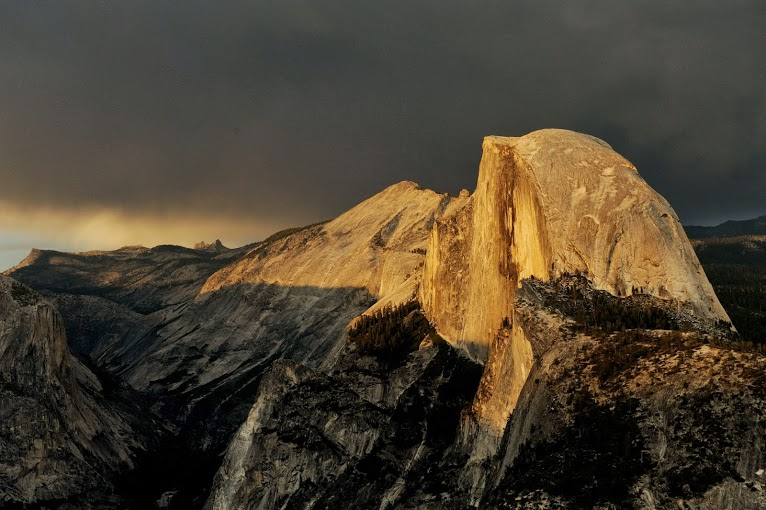
L'Half Dome al tramonto visto da Glacier Point

La tribù degli Ahwahnechee, insediatasi nella valle di Yosemite, si componeva di rinnegati collegati ad altre tribù particolarmente feroci, chiamati Yohhe'meti o Yoṣṣe'meti ("coloro che uccidono", "assassini") dai Miwok.
Gli Yosemite chiamarono la valle che ora porta lo stesso nome Awooni o Owwoni, che significava "bocca spalancata" con riferimento all'aspetto della valle dal villaggio di Ahwahnee (un termine che si riferiva anche all'intera valle). Il nome attuale della regione è attribuito al dottor Lafayette Bunnell, il quale accompagnò il gruppo di John Savage nella zona. Il dottore credeva che il nome Yosemite significasse Grizzly, una confusione nata dal fatto che, nella lingua Miwok, ïhümat.i o ïsümat.i indicava la specie d'orso.

## Descrizione

### Geografia fisica

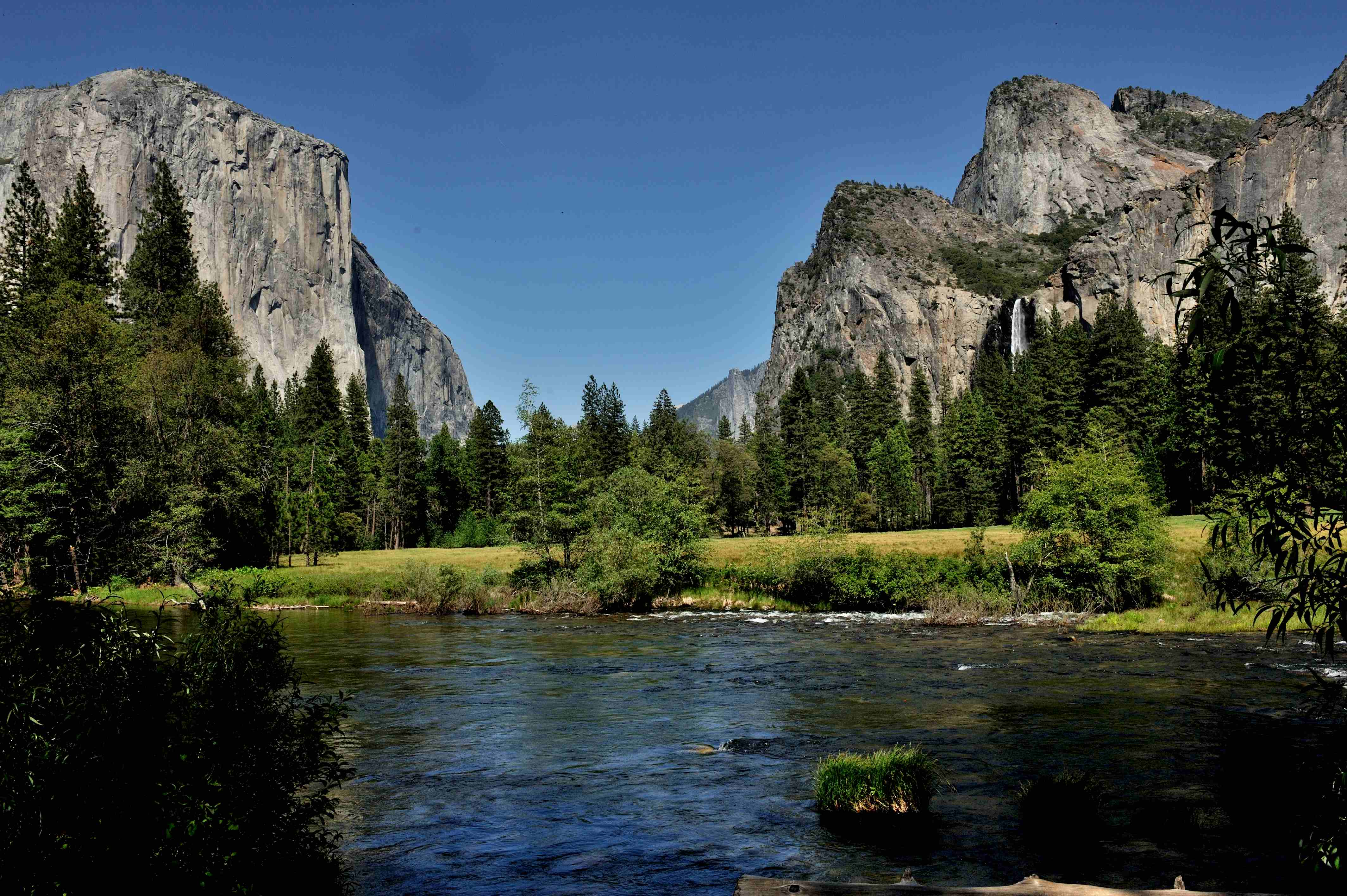
La valle a forma di U di Yosemite

Il parco nazionale di Yosemite si trova nel mezzo della Sierra Nevada, la catena montuosa più alta della California. A livello amministrativo, rientra sia nella contea di Mariposa sia in quella di Tuolumne e, per raggiungerlo dai centri urbani principali dello Stato, ci vogliono circa tre ore 30 minuti in auto per arrivare da San Francisco e sei ore da Los Angeles. La zona protetta è circondata inoltre da diverse riserve naturali: quella di Ansel Adams a sud-est, quella di Hoover a nord-est e quella di Emigrant a nord.
La superficie di Yosemite è pari a 3 074 km² (più dell'intero Lussemburgo), di cui il 94% è classificato come "area naturale" all'interno della riserva integrale di Yosemite: i turisti possono visitare solo 36 km² del parco, ovvero circa l'1% della superficie totale situato principalmente nella valle di Yosemite e nei pressi del fiume Merced, a 1 200 m di altitudine.

### Topografia

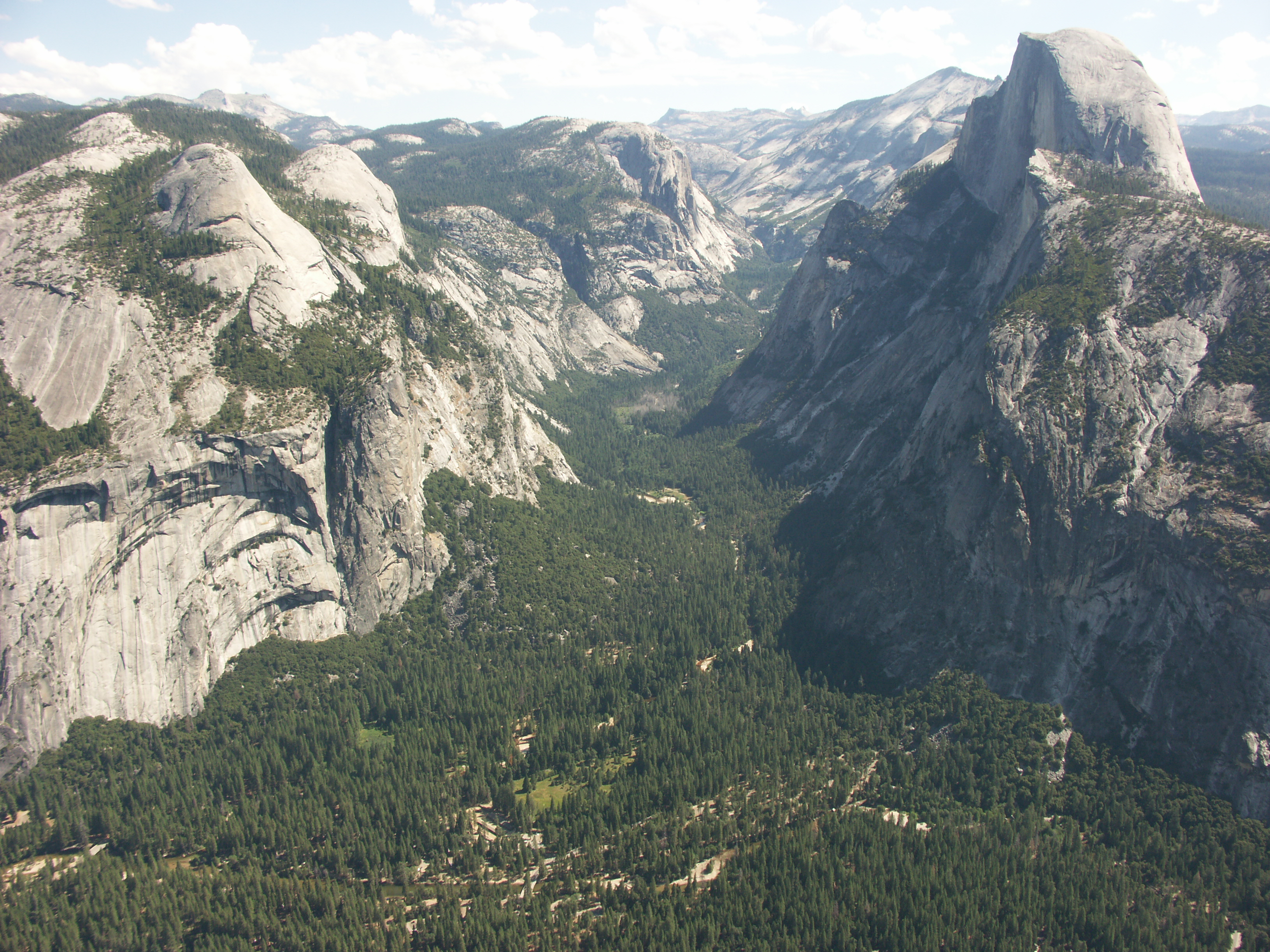
La valle di Yosemite con l'Half Dome a destra della fotografia

La sommità maggiore è costituita dal monte Lyell (3 997 m), localizzato a sud-est del parco. Numerose vette superano i 3 500 metri di altitudine e si trovano tutte a est: il monte Clark (3 780 m), il Petit Peak (3 539 m) e il Price Peak (3 515 m). La Sierra Nevada si presenta infatti come una catena asimmetrica con un versante occidentale che sale gradualmente verso la linea di cresta e un versante orientale che scende in modo sensibile.
Su scala più ampia, l'erosione modellò nel corso del tempo il granito di Yosemite fino a fargli assumere le caratteristiche forme odierne piene di strapiombi e colonne rocciose. I principali responsabili di tali trasfigurazioni sono stati l'acqua, le differenze di temperatura (termoclastismo) e la decomposizione chimica. Tra le cime più caratteristiche e conosciute ai visitatori figurano il North Dome, l'Half Dome, il Liberty Cap e il Pywiack Dome.

### Idrografia

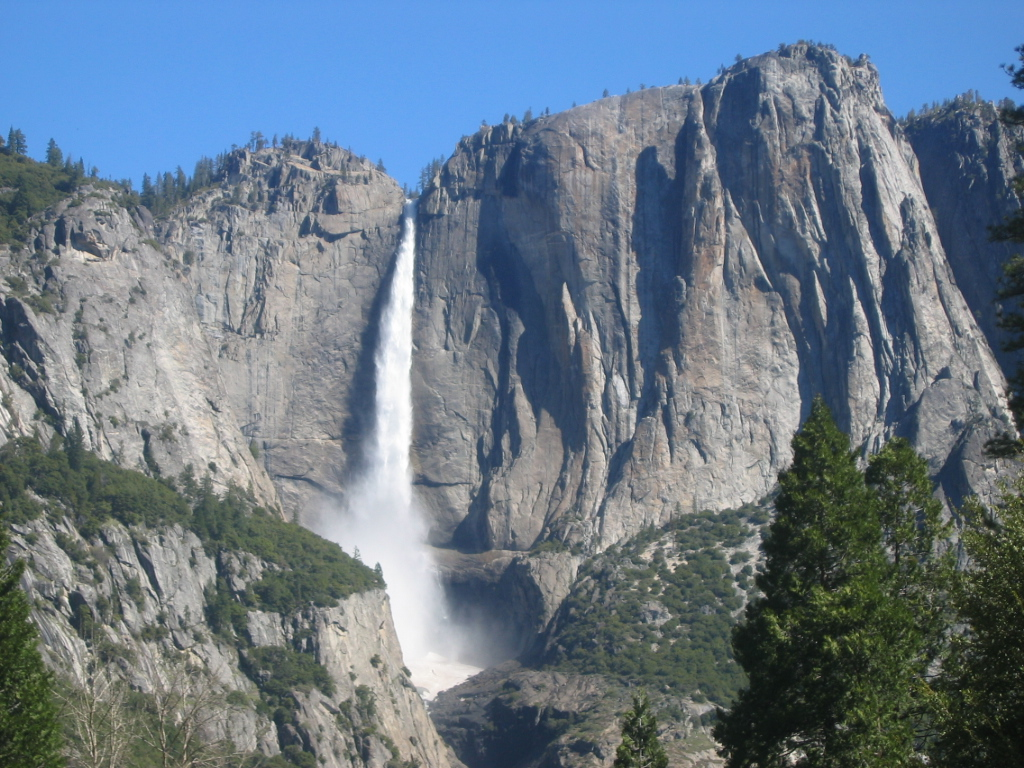
Cascate di Yosemite

Oltre 2500 km di torrenti e centinaia di laghi glaciali scorrono nei confini del parco. Quest'ultimo è attraversato da due importanti fiumi che scorrono da est a ovest e sono affluenti del San Joaquin: il Merced, il quale scorre nella valle di Yosemite, e il Tuolumne, a settentrione del parco. Entrambi procedono verso la valle centrale di California attraversando la zona pedemontana della Sierra Nevada e ricevono durante il loro corso vari affluenti, alcuni dei quali sotto forma di cascate.
Il fiume Merced e il suo bacino irrigano 4 470 km². Alla fine dell'aprile del 2006, la sua profondità si attestava a 2,7 m a Pohono e in passato è esondato causando allagamenti: le più notevoli furono quelli del 1937, 1950, 1955 e 1997.
Alcune valli adiacenti a quelle principali, meno erose ma altrettanto sospese, fungono da sbocco per le cascate. Le più belle del parco vanno da aprile a giugno, in quanto alimentate dallo scioglimento della neve. La maggior parte di esse si trova nella valle di Yosemite, ma molte non sono più larghe di un rivolo. Vi sono inoltre ghiacciai nei circhi esposti a nord situati in alta quota, ma il riscaldamento globale ne sta compromettendo l'esistenza. Il maggiore è il ghiacciaio Lyell, il quale si estende su 65 ettari allo stesso modo del Maclure.
I due laghi situati a nord-ovest del parco, l'Eleanor e l'Hetch Hetchy, coprono una discreta superficie, con il secondo che fornisce acqua alla comunità di San Francisco. Attualmente, molti laghi glaciali sono stati riempiti da sedimenti e diventati praterie paludose.

### Geologia

#### Litografia

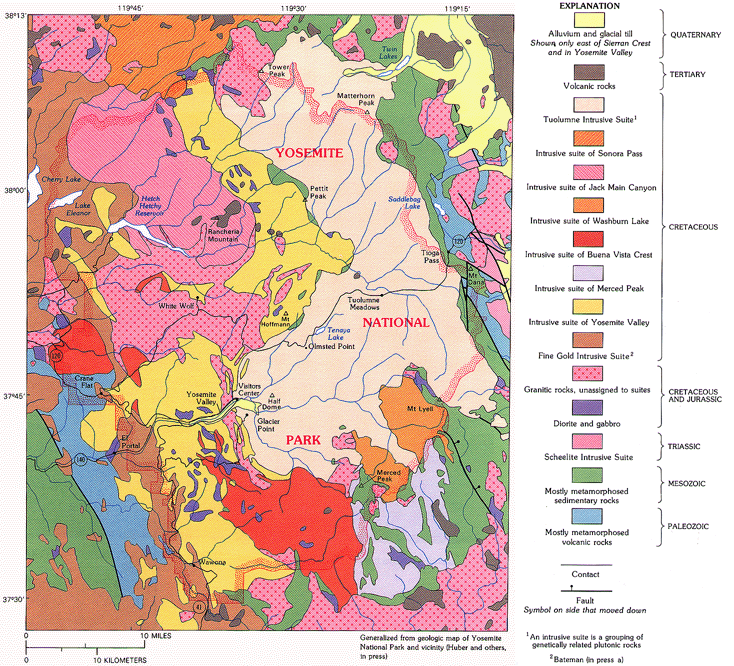
Mappa geologica dell'area di Yosemite

A livello geologico, la Sierra Nevada è un massiccio di granito frammentatosi a est lungo un sistema di fratture. Il fianco occidentale della catena si sollevò e si inclinò sotto l'effetto delle forze tettoniche ancora in atto svariati millenni or sono e il paesaggio appare dominato da giganteschi blocchi di granito. Diversi milioni di anni fa, tale roccia si formò in profondità dal raffreddamento molto lento di magma, originando vaste intrusioni magmatiche della cosiddetta batolite. Il magma interessò anche le vicine rocce sedimentarie e quelle vulcaniche: oggi si incontrano queste rocce metamorfiche alla periferia del parco anche se in punti ristrettì, specie presso il monte Dana.

### Storia geologica
La fase più antica avvenne durante il Precambriano e l'inizio del Paleozoico: la regione dello Yosemite, allora situata su un margine continentale passivo, andò pian piano ricoperta da depositi sedimentari. Tra la fine del Devoniano e il Permiano, la Laurentia, precursore della placca nordamericana, si spinse verso ovest ed entrò in collisione con la placca Farallon oceanica. Fu questo processo a dare origine a un arco insulare vulcanico: per via della tettonica a zolle, lo spazio oceanico scomparve gradualmente e l'arco insulare nevadico si ritrovò saldato alla placca continentale.
Durante il Mesozoico, l'orogenesi nevadiana influenzò il Nord America occidentale e conformò una catena montuosa con un'altitudine di 4 500 m antenata dell'attuale Sierra Nevada. Le rocce sedimentarie si trovano anche su discrete quote delle vette; l'orogenesi fu accompagnata da fenomeni vulcanici e risalite di magma: una prima fase di plutonismo regionale iniziò alla fine del Triassico e continua fino al Giurassico, circa 150 milioni di anni fa. In quel frangente, i plutoni si raffreddarono molto lentamente e diedero vita alle batoliti, localizzate a circa 10 km di profondità. La seconda fase della formazione rocciosa plutonica si estende da 120 a 80 milioni di anni fa. Alla fine del Cretaceo, l'erosione e il sollevamento del terreno esposero alla luce del sole masse di granito.
Tra 20 e 5 milioni di anni prima di oggi, diversi fenomeni vulcanici interessano il nord e l'est dello Yosemite: i geologi hanno trovato tracce di colate laviche e piogge di cenere, oltre a colonne basaltiche.

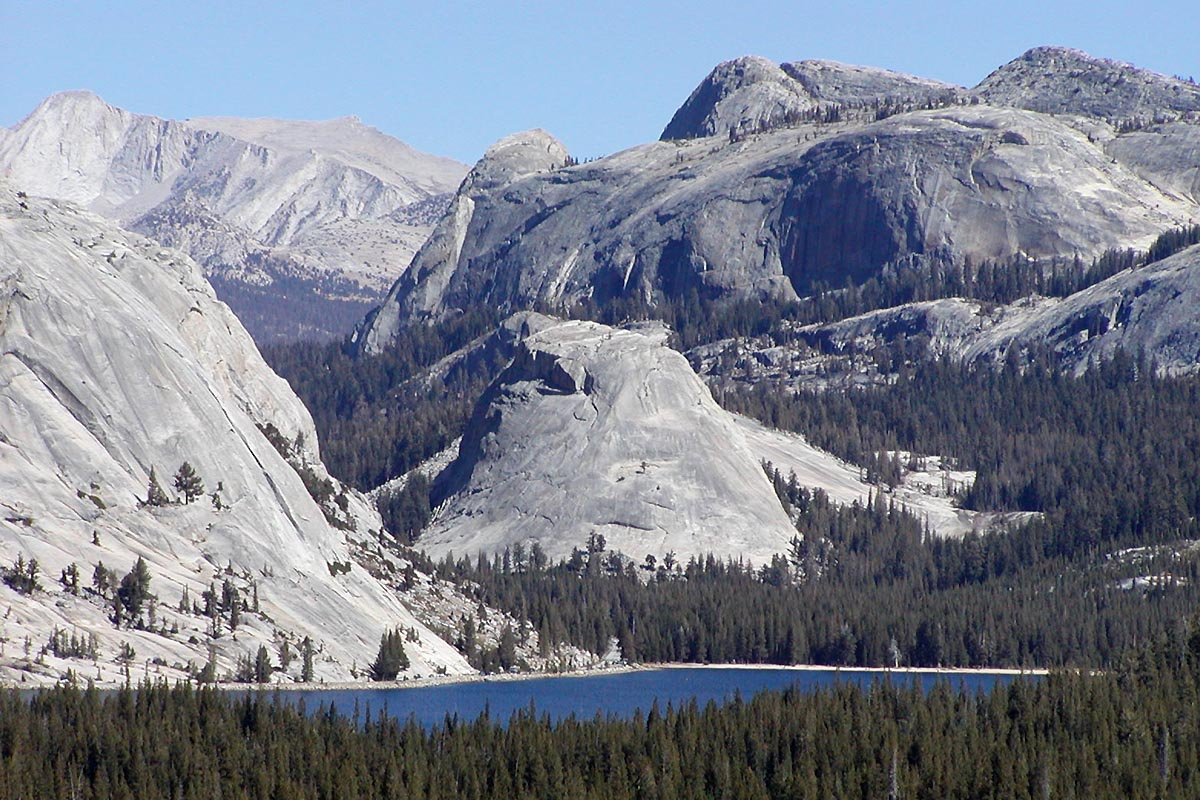
Pywiack Dome: i blocchi di granito sono il risultato dell'erosione e i laghi, di solito, erano frutto di antichi ghiacciai

Da 10 a 20 milioni di anni fa, la Sierra Nevada iniziò a sorgere a est dove apparvero molte faglie attive. La parte orientale della catena si erge nettamente al di sopra dell'attuale valle di Owens, mentre il versante occidentale generò un dolce pendio. Questo sollevamento provocò l'argine dei fiumi e, in quel momento, la valle fluviale si allarga a mo' di "V". Inoltre provocò crepe e diaclasi nel granito rendendo maggiormente agevole l'erosione.
A seguito delle fasi di raffreddamento del Quaternario, i ghiacciai disegnarono ed erosero le valli modificando il loro profilo in forma piatta e ampia (si pensi al caso delle valli di Hetch Hetchy o di Yosemite), talvolta con dei laghi intorno. Le pareti che li circondano appaiono ripide e, in alcuni punti, formano delle vere e proprie scogliere. Infine, non vanno tralasciate le morene, ovvero le tracce più caratteristiche del passato glaciale della regione.
Gli studiosi di geologia hanno assegnato dei nomi ai cicli glaciali: quelle che colpirono Yosemite furono Sherwin (o pre-Tahoe), Tahoe, Tenaya e Tioga. Il più grande e antico è quello di Sherwin, in cui tutte le valli della regione erano occupate da ghiacciai. Gli altri tre appartengono all'ultima grande era glaciale, quella di Wisconsin (tra 85 000 e 7 000 a.C.). L'ammasso di acqua allo stato solido più vasto copriva il Grand Canyon de la Tuolumne, lungo 95 km e solo le vette più alte quali il monte Dana, il Matterhorn Peak e il monte Conness ne erano prive. I ghiacciai in ritirata hanno spesso lasciato delle morene che hanno originato specchi d'acqua come il lago Yosemite (lungo 9 km), ora non più presente.
Gli attuali ammassi nevosi risalgono alla piccola era glaciale e si trovano in circhi esposti a nord e ad altissima quota, ma il surriscaldamento globale ne sta condizionando la sussistenza.

### Accessibilità

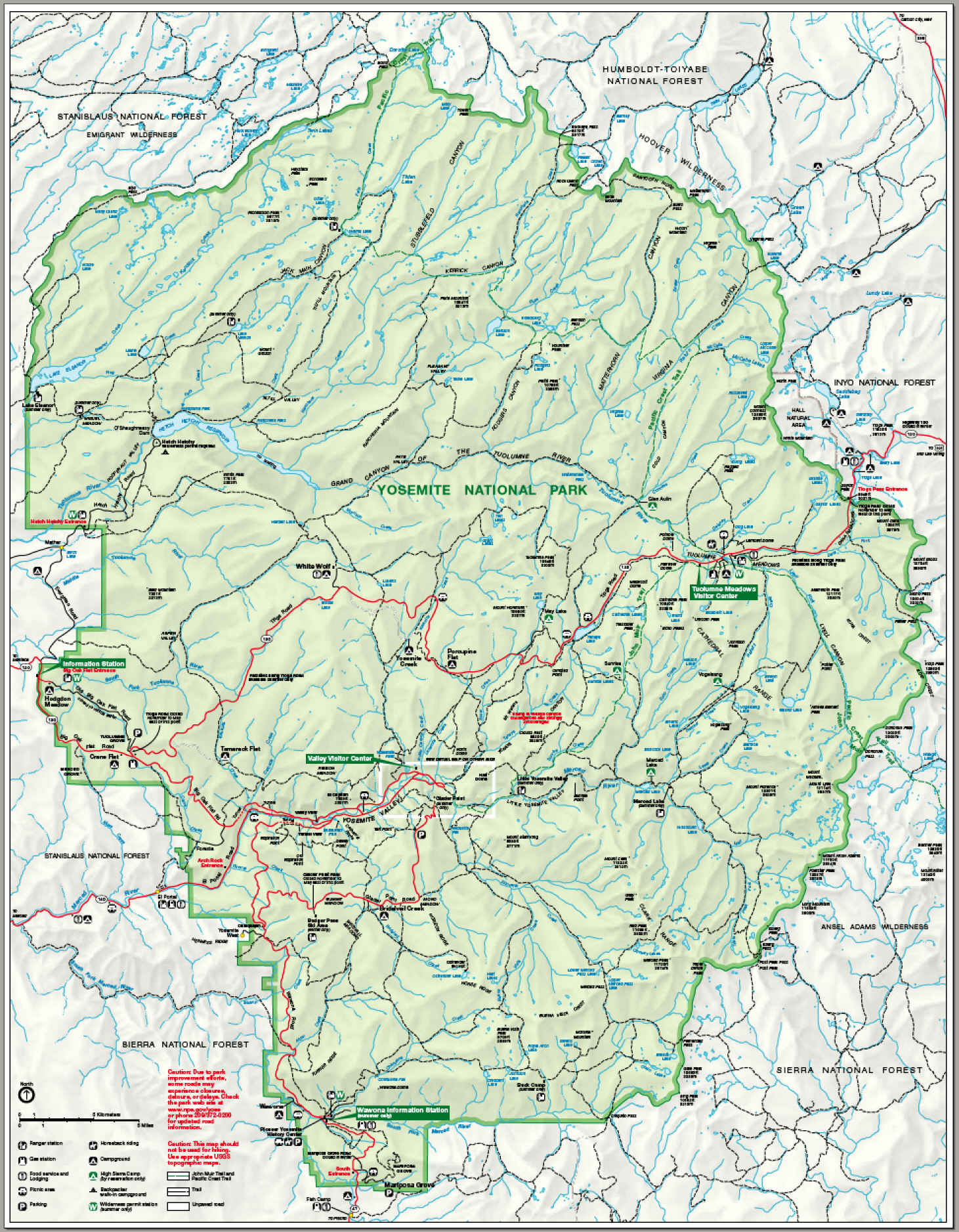
Mappa del parco

I due aeroporti più vicini al parco di Yosemite sono quello di Fresno (120 km a sud) e quello di Merced (112 km a sud-ovest). Da San Francisco è possibile programmare una giornata in pullman, mentre una stazione ferroviaria ha sede nel comune di Merced e permette di arrivare alle porte del parco.
Esistono quattro ingressi principali che forniscono l'accesso al parco su strada, ma l'ingresso orientale (Tioga Pass Entrance) è aperto solo da fine maggio a metà novembre a causa della neve. Da Merced, bisogna seguire la California Highway 140 fino all'ingresso di Arch Rock. Da ovest, invece, va seguita la California State Route 120 e poi occorre uscire all'Oak Flat Entrance. Provenendo da meridione attraverso Fresno, la California Highway 41 conduce proprio all'ingresso costruito se si proviene da tale direzione geografica.
All'interno del parco, è possibile usufruire dei bus navetta (alla valle di Yosemite tutto l'anno, a Wawona e Tuolumne Meadows solo in estate), compiere passeggiate a cavallo e noleggiare biciclette. L'accesso è precluso ai camion. In inverno (da settembre a maggio), è obbligatorio portare con sé catene da neve.

## Storia

### Epoca antica

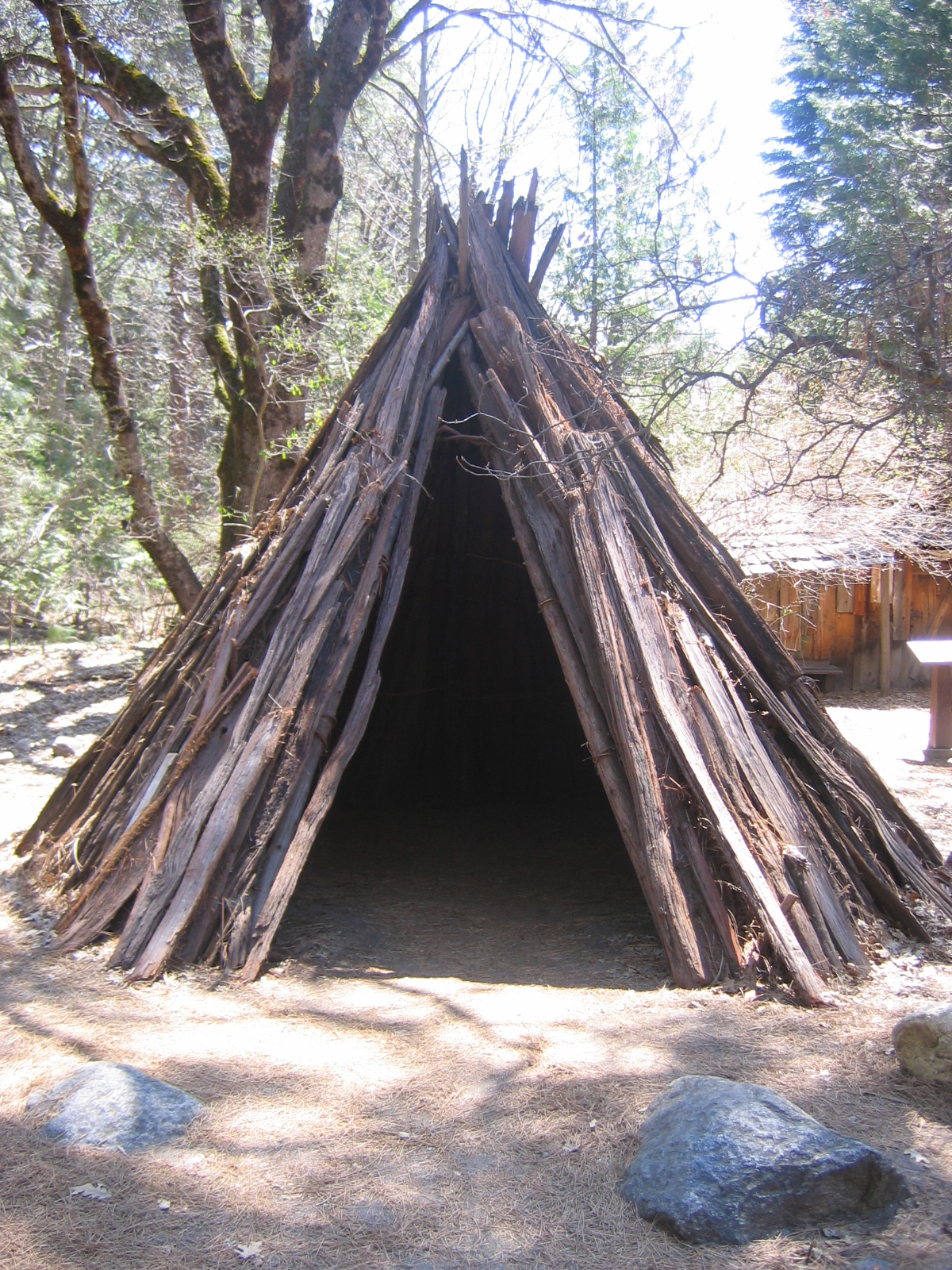
Tipica abitazione dei Miwok esposta nel museo dei nativi americani di Yosemite

Circa 3 000 anni fa, le tribù degli amerindi dei Miwok e dei Paiute occuparono pacificamente la regione dopo aver abbandonato lo stile di vita nomade. Presto essi stabilirono legami con le tribù vicine e portarono dalle aree a est della Sierra Nevada dei pinoli, dell'ossidiana e altri prodotti. Si adoperavano delle ceste piuttosto che ceramiche per immagazzinare e scambiare le loro merci. Alcuni di questi oggetti sono visibili al museo di Yosemite, così come la ricostruzione di uno dei loro villaggi.

### Età contemporanea

#### Arrivo degli europei
Gli Ahwahneechee entrarono poi in contatto con i coloni europei nel corso dell'Ottocento.
Guidati da Joseph R. Walker, i primi cacciatori commercianti di pellicce giunsero nella Sierra Nevada negli anni 1830. Dal 1848, la scoperta dell'oro in California attirò avventurieri provenienti dall'est del Paese. Nel 1851, il nuovo Stato della California decise di inviare un battaglione per allontanare i pellerossa presenti e, a tal fine, il maggiore John Savage realizzò un forte. Gli amerindi, temendo di essere surclassati, attaccarono per primi gli americani e scatenarono la cosiddetta "guerra indiana di Mariposa", da cui ne uscirono sconfitti. I trattati postbellici stabilirono che i battuti dovessero dapprima raggrupparsi in una riserva vicino a Fresno e poi nella valle di Yosemite. Dopo che avvennero delle aggressioni ai cercatori d'oro nella primavera del 1852, gli Ahwahneechee si rifugiarono nella tribù vicino ai Monos ma finirono per essere massacrati.

#### Stagione turistica

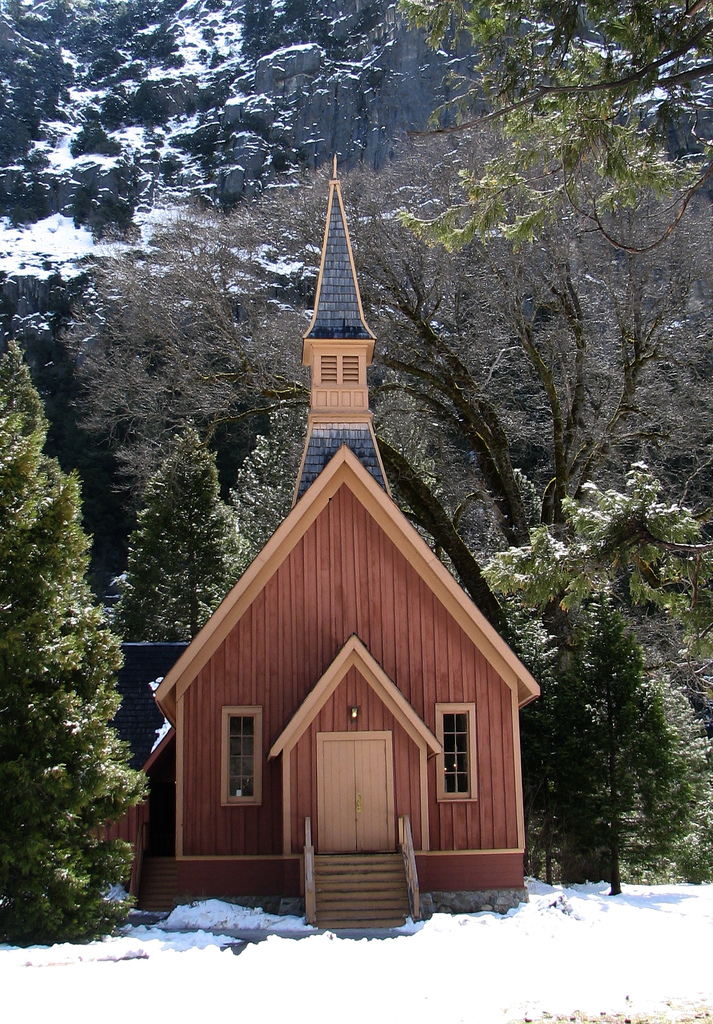
La cappella della valle di Yosemite, costruita nel 1879

Nella seconda metà del XIX secolo, la reputazione della valle di Yosemite aveva già attirato molti visitatori. James Madison Hutchings capì subito che il turismo costituisse un'importante fonte di reddito e divenne uno dei primi imprenditori della regione. Un primo hotel fu costruito nel 1856, seguito da altri, ad esempio il Wawona, nel 1879; gli edifici aumentarono nel loro insieme rapidamente, mentre molti alberi venivano tagliati e s'introduceva la zootecnia sui prati, minacciando l'equilibrio degli ecosistemi.
Fu in quel periodo che diversi fotografi immortalarono dei panorami nella valle di Yosemite. Uno di essi, Carleton Watkins, pubblicò fotografie stereoscopiche già negli anni 1860.
Galen Clark, che scoprì Mariposa Grove, al fianco del senatore John Conness, si mostrò a favore di una più completa tutela di Yosemite. Nel 1864, il presidente degli Stati Uniti Abramo Lincoln decise di proteggere per decreto la valle di Yosemite e Mariposa Grove da interessi privati: creare il primo parco regionale del Paese. Nel 1866, il governo federale della California nominò Galen Clark primo guardiano di Yosemite ma la sua morte avvenne sei mesi dopo e questi venne sepolto nel cimitero del parco. Nel 1869, la prima ferrovia transcontinentale collegò le due coste degli Stati Uniti e il numero di visitatori in zona superò allora per la prima volta il migliaio: le cifre non sarebbero che aumentate da allora. Nel 1879 andò eretta la prima cappella, tuttora esistente.

#### Istituzione e gestione del parco

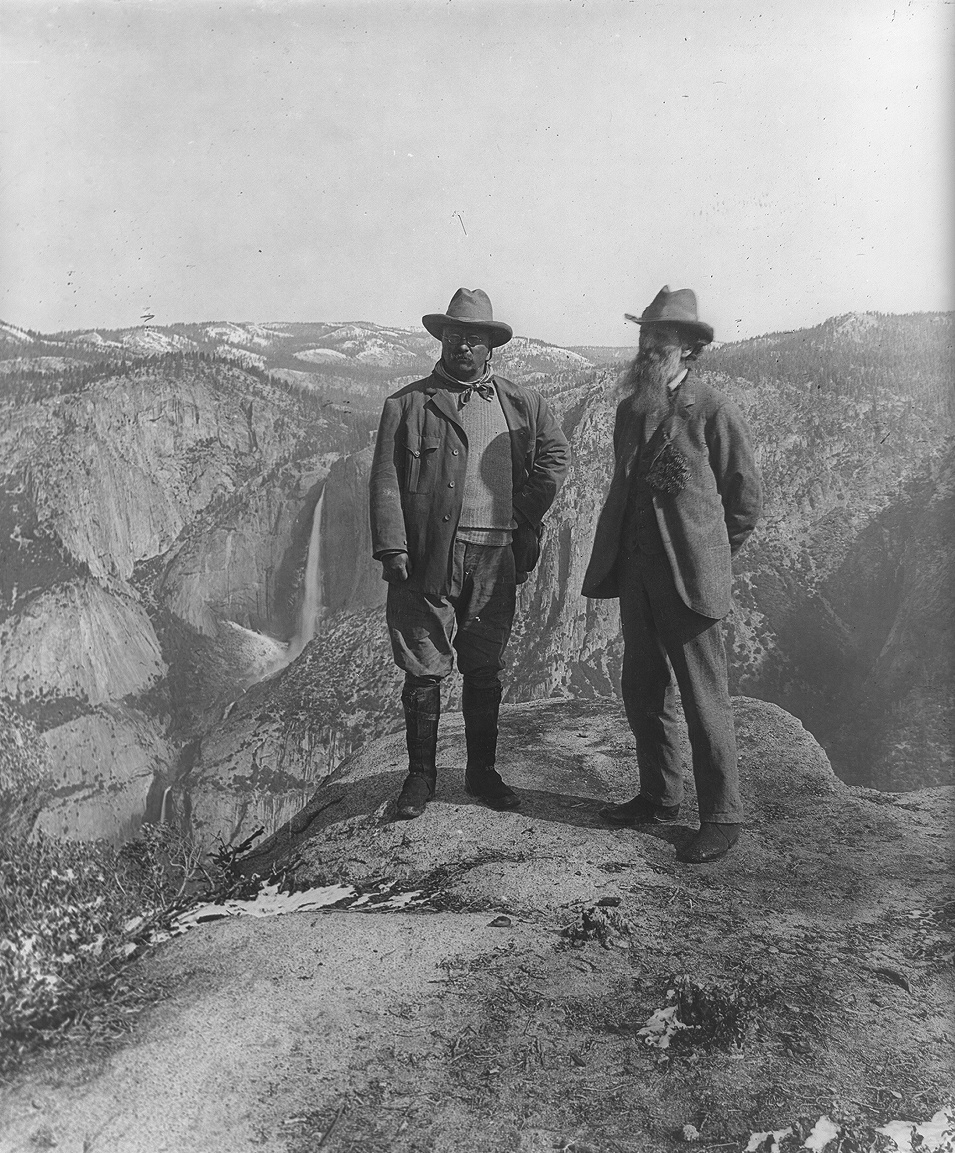
Il presidente degli Stati Uniti Theodore Roosevelt (a sinistra) e John Muir (a destra), fotografati a Yosemite nel 1903

Grazie alla determinazione del naturalista John Muir (1838-1914) e di Robert Underwood Johnson (1853-1937, redattore capo della rivista Century), una vasta area intorno alla valle di Yosemite andò trasformata in un parco naturale nazionale il 1º ottobre 1890: si trattò del terzo degli Stati Uniti in ordine temporale e il suo primo direttore fu Frederick Law Olmsted (1822-1903). Lo Stato della California continuò a gestire la valle e Mariposa Grove, con le truppe militari di stanza a Wawona. Nel maggio del 1903, John Muir e Theodore Roosevelt si accamparono insieme vicino a Glacier Point e il primo convinse il presidente ad affidare l'intero parco allo Stato federale, evento che avvenne nel 1906. Dal 1916, il parco fu posto sotto l'amministrazione del National Park Service.
All'inizio del Novecento, la città di San Francisco stava crescendo a livello demografico e desiderava costruire una diga sul Tuolumne, nella parte nord-ovest del parco; l'obiettivo era quello fornire acqua alla città e generare elettricità. La barriera artificiale finì per diventare un importante problema politico e, nonostante gli sforzi di John Muir, la valle di Hetch Hetchy fu inondata nel 1913 in seguito allo sviluppo della diga di O'Shaughnessy.
Lo Yosemite divenne noto grazie al fotografo Ansel Adams (1902-1984). Nel 1907, la costruzione di una linea ferroviaria tra Merced ed El Portal, l'ingresso sud-ovest del parco, portò più turisti. D'altra parte, sempre più automobili giunsero nella valle di Yosemite e l'ambiente ne stava risentendo. Il numero di visitatori si alternò dai 10 000 del 1905 al milione del 1954 e ai due milioni del 1976. Negli anni settanta, si vietò il traffico nella parte orientale della valle di Yosemite e si predisposero delle navette bus affinché i turisti potessero lasciare la propria auto nel parcheggio.
Yosemite divenne patrimonio dell'umanità grazie all'intervento dell'UNESCO dal 1984. Una porzione significativa del territorio, vasta 2 851,51 km², venne inclusa nella riserva integrale di Yosemite (Yosemite Wilderness) nello stesso anno. L'ambiente naturale del parco è fragile: in estate scoppiano regolarmente incendi, alcune specie sono minacciate. Nel 1997, il parco risultò chiuso al pubblico per sei settimane a causa di catastrofiche alluvioni.
Oggi il parco cerca un equilibrio tra la protezione della natura e l'accoglienza del pubblico: alcuni ambientalisti vorrebbero vietare il transito di mezzi a motore per eliminare l'inquinamento atmosferico che ristagna nelle valli in estate e distruggere la diga O'Shaughnessy per sopprimere il lago artificiale Hetch Hetchy. Tra i visitatori vengono svolte anche attività d'istruzione e di sensibilizzazione sull'etica della gestione e del patrimonio naturale.
Nel 2016, il parco vide un'estensione di 400 ettari a ovest: un gruppo di ambientalisti ha acquistato diversi terreni boschivi per 2,3 milioni di dollari con l'obiettivo di donarli all'amministrazione di Yosemite.

### Gestione odierna
Il parco appartiene alla regione del Pacifico occidentale, ovvero un areale sottoposto alla responsabilità di un direttore regionale. Diretto da un sovrintendente (park manager), questa figura apicale si occupa del controllo delle attività relative alla corretta informazione ai visitatori, alla realizzazione di programmi educativi, della tutela ambientale e dell'amministrazione del parco con riferimento alla gestione del personale, al budget e ai servizi forniti. I guardaparchi, ovvero i ranger, sono la maggior parte del tempo in pattuglia sul campo allo scopo di garantire la sicurezza dei visitatori o informarli guidandoli nel parco avvertendoli allo stesso tempo di non incorrere in potenziali rischi.
Di recente, la pandemia di COVID-19 ha imposto la necessità di promulgare alcune norme di comportamento per i turisti che passano dalla necessità di effettuare pernottamenti al divieto di soggiorno per più di un tot di tempo, dall'obbligo di effettuare campeggi, qualora lo si volesse, solo in punti specifici il cui affollamento è controllato dai ranger all'imposizione di indossare le mascherine in luoghi chiusi quali il museo o i centri visitatori.

#### Organizzazioni e associazioni affiliate
Oltre all'amministrazione del "National Park Service", ci sono altri attori che entrano nella gestione di Yosemite.
La Yosemite Association si è dedicata fin dall'inizio del XX secolo al finanziamento di attività, pubblicazioni e servizi. La Sousson Foundation, la Student Conservation Association, la Yosemite Concession Services, il San Francisco Conservation Corps o il Sierra Club agiscono di concerto con le autorità del parco per promuovere e proteggere la regione geografica. Lo Yosemite Fund è un'associazione no profit costituita nel 1988 e con sede a San Francisco il cui obiettivo è raccogliere fondi per la conservazione del parco: fin dalla sua istituzione, ha contribuito a diversi progetti per un importo totale di 13 milioni di dollari.

## Clima
Il luogo sperimenta un clima di montagna ed è influenzato dalle masse d'aria provenienti dall'oceano Pacifico, essendo situato in linea d'aria 200 km dalle coste. Volendo indicare la temperatura minima e massima di tre distinti punti localizzati nel parco i dati risultano i seguenti:
- Tuolumne Meadows (2 627 m s.l.m.): tra 3,9 e 11,5 °C
- Valle di Yosemite (1 220 m s.l.m.): tra -3 e 32 °C
- Ingresso Wanona (1 887 m s.l.m.): tra 2,2 e 19,4 °C

Sopra i 2 500 metri, in estate, il caldo secco è moderato dai temporali. La combinazione di vegetazione secca, bassa umidità e temporali provoca frequenti incendi boschivi, mentre la valle di Yosemite si trova a un'altitudine di circa 1 200 m e non è più coperta di neve in primavera. Tuttavia, a Tuolumne Meadows (2 627 m), la neve copre ancora il terreno nella tarda primavera. Alla fine del mese di aprile 2006, si potevano misurare ancora 1,8 m di neve.
| Bollettino meteorologico del parco nazionale di Yosemite (1991-2020) | Mesi | Mesi | Mesi | Mesi | Mesi | Mesi | Mesi | Mesi | Mesi | Mesi | Mesi  | Mesi  | Stagioni | Stagioni | Stagioni | Stagioni | Anno  |
| Bollettino meteorologico del parco nazionale di Yosemite (1991-2020) | Gen  | Feb  | Mar  | Apr  | Mag  | Giu  | Lug  | Ago  | Set  | Ott  | Nov   | Dic   | Inv      | Pri      | Est      | Aut      | Anno  |
| -------------------------------------------------------------------- | ---- | ---- | ---- | ---- | ---- | ---- | ---- | ---- | ---- | ---- | ----- | ----- | -------- | -------- | -------- | -------- | ----- |
| T. max. media (°C)                                                   | 8,6  | 10,7 | 13,7 | 17,3 | 21,4 | 26,9 | 31,8 | 31,7 | 28,3 | 21,6 | 13,3  | 7,7   | 9,0      | 17,5     | 30,1     | 21,1     | 19,4  |
| T. media (°C)                                                        | 3,3  | 4,8  | 7,3  | 10,2 | 14,2 | 18,8 | 22,9 | 22,7 | 19,6 | 13,4 | 6,8   | 2,7   | 3,6      | 10,6     | 21,5     | 13,3     | 12,2  |
| T. min. media (°C)                                                   | −1,9 | −1,0 | 0,8  | 3,1  | 6,9  | 10,6 | 14,1 | 13,8 | 10,8 | 5,2  | 0,3   | −2,3  | −1,7     | 3,6      | 12,8     | 5,4      | 5,0   |
| T. max. assoluta (°C)                                                | 22   | 28   | 32   | 36   | 37   | 39   | 44   | 43   | 42   | 37   | 30    | 23    | 28       | 37       | 44       | 42       | 44    |
| T. min. assoluta (°C)                                                | −22  | −17  | −13  | −11  | −9   | −6   | 0    | 0    | −4   | −7   | −12   | −18   | −22      | −13      | −6       | −12      | −22   |
| Precipitazioni (mm)                                                  | 177  | 165  | 139  | 81   | 49   | 12   | 7,4  | 4,1  | 10,0 | 40,0 | 103,0 | 142,0 | 484,0    | 269,0    | 23,5     | 153,0    | 929,5 |
| Giorni di pioggia                                                    | 8,9  | 9,0  | 11,0 | 7,2  | 6,4  | 2,2  | 1,1  | 0,9  | 2,0  | 3,5  | 5,9   | 8,5   | 26,4     | 24,6     | 4,2      | 11,4     | 66,6  |
| Nevicate (cm)                                                        | 45   | 11   | 14   | 2,3  | 0,0  | 0,0  | 0,0  | 0,0  | 0,0  | 0,0  | 9,7   | 18,0  | 74,0     | 16,3     | 0,0      | 9,7      | 100,0 |
| Giorni di neve                                                       | 1,9  | 1,2  | 1,6  | 0,6  | 0,0  | 0,0  | 0,0  | 0,0  | 0,0  | 0,0  | 0,6   | 2,1   | 5,2      | 2,2      | 0,0      | 0,6      | 8,0   |
| Eliofania assoluta (ore al giorno)                                   | 10   | 11   | 12   | 13   | 14   | 15   | 14   | 14   | 12   | 11   | 10    | 10    | 10,3     | 13       | 14,3     | 11       | 12,2  |

## Ambiente naturale

### Flora

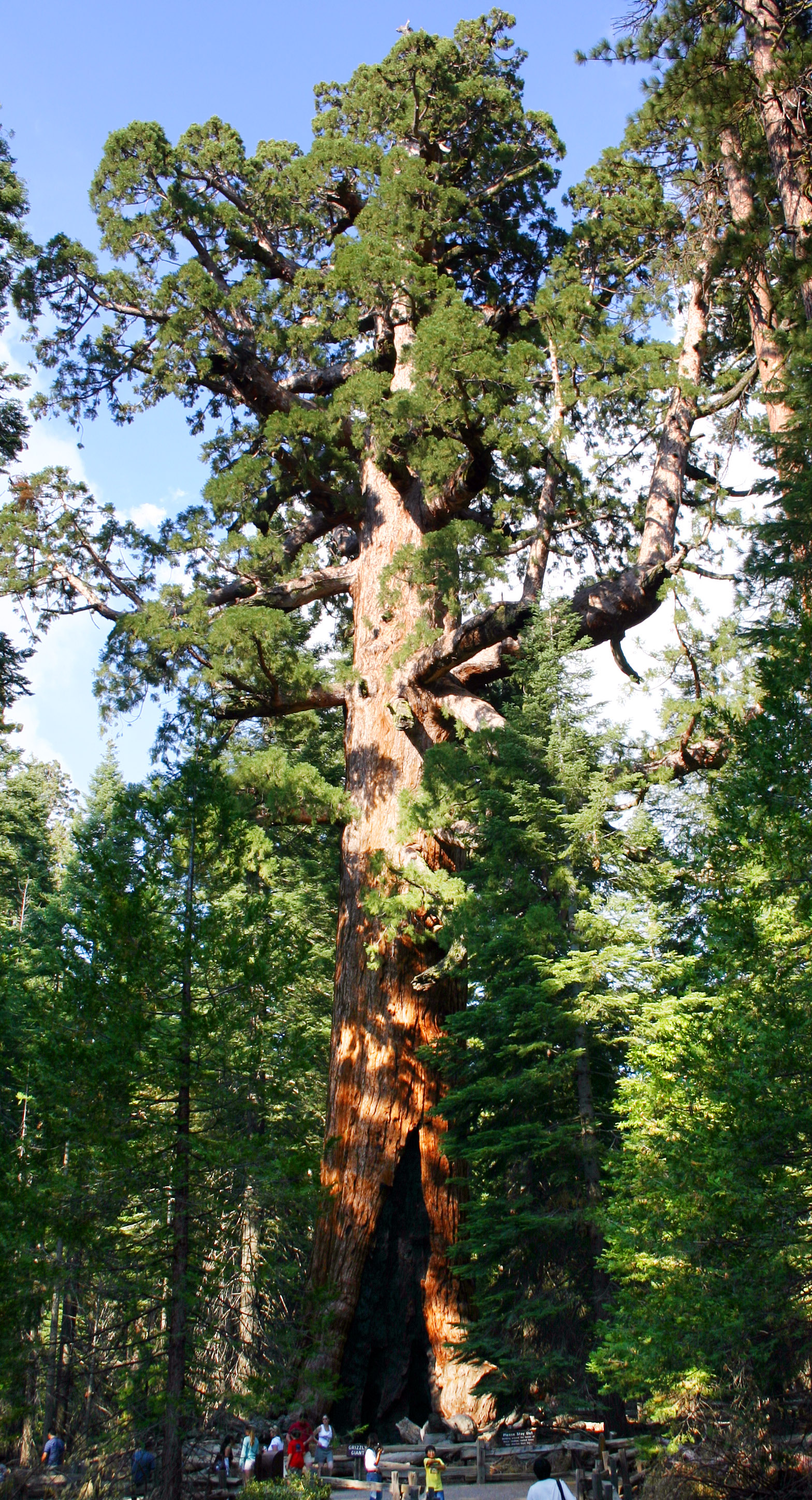
La Grizzly Giant a Mariposa Grove, un enorme esemplare di sequoia gigante (Sequoiadendron giganteum)

La vegetazione del parco è stratificata e dipende dall'altitudine e dall'esposizione al sole. Man mano che il gradiente di altitudine sale verso est, è in quest'ultimo settore che si trovano gli ambienti più restrittivi, a più di 3 000 metri. Il margine occidentale dello Yosemite è dominato da foreste miste di conifere composte da pini gialli (Pinus ponderosa), pini di Jeffrey (Pinus jeffreyi), pini contorti (Pinus contorta), abeti bianchi (Abies alba), abeti di Douglas (Pseudotsuga menziesii) e calocedri (Calocedrus). Gli alberi sempreverdi prediligono allo stesso modo la medesima regione; è il caso del corniolo da fiore (Cornus florida), delle cornacee (Cornaceae), della quercia nera della California (Quercus kelloggii), dell'ontano bianco (Alnus incana), dell'acero (Acer), del salice (Salix), del pioppo balsamico (Populus balsamifera) e dell'alloro della California (Umbellularia californica). L'albero più grande delle foreste della Sierra Nevada resta la sequoia gigante (Sequoiadendron giganteum), la quale cresce, ad esempio, nel boschetto di Mariposa.
Sul piano montano, le foreste di conifere diventano predominanti e la fauna meno abbondante: primeggiano l'abete rosso (Abies magnifica), il pino bianco occidentale (Pinus monticola), il pino di Jeffrey, il pino contorto e il pino coda di volpe (Pinus balfouriana). Superati i 2 500 metri di quota, ovvero sul piano nivale, gli alberi risultano più rari e più piccoli e il paesaggio appare prevalentemente roccioso con affioramenti di granito. La stagione di crescita è breve e gli inverni sono rigidi. Le piante ad alto fusto che riescono a sopravvivere a queste condizioni sono il pino contorto, il pino bianco occidentale e la tsuga mertensiana. I pendii ospitano piante fiorite e prati.

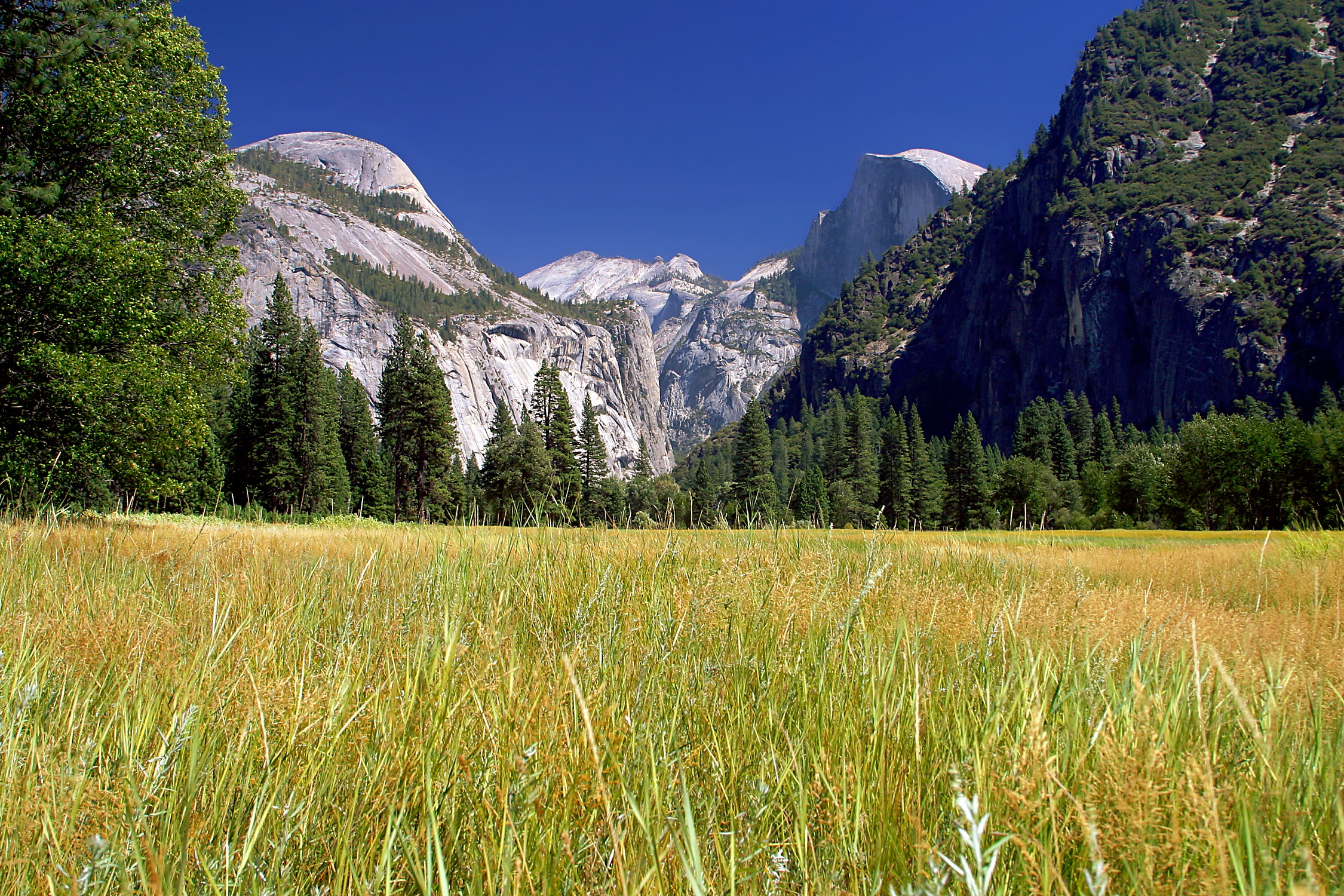
Praterie nella valle di Yosemite

Il parco ospita molti prati umidi, dove crescono diversi fiori selvatici: lillà (Syringa), il cardo asinini (Cirsium vulgare), Heracleum maximum, lupini (Lupinus), verghe d'oro (Solidago), iris, achillea millefoglie (Achillea millefolium), rododendri (Rhododendron) e asclepiadi (Asclepias). Il calochortus e la viola canina preferiscono i punti ombrosi della foresta.

### Fauna
Lo Yosemite Park presenta un'ampia varietà di biotopi che si alternano dal chaparral sulla zona pedemontana (a ovest) ai prati alpini d'alta quota, permettendo di far registrare in totale almeno 400 specie di vertebrati tra mammiferi, uccelli, rettili, anfibi e pesci. Una simile diversità si spiega anche per via del fatto che Yosemite è un'area in cui risulta assolutamente vietato l'avvio di attività economiche e si cerca di ridurre quanto più possibile l'impatto antropico precludendo l'accesso a diversi punti specifici nel perimetro del parco.

#### Mammiferi

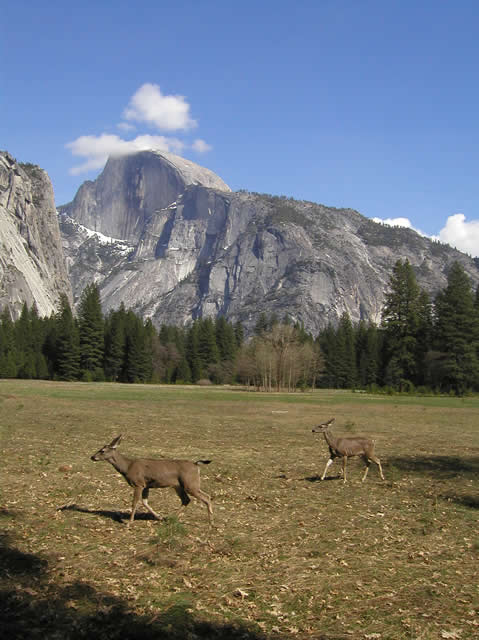
Cervi muli (Odocoileus hemionus) nella valle di Yosemite

Yosemite è popolato da circa 90 specie di mammiferi. L'opossum della Virginia (Didelphis virginiana) è l'unico marsupiale che vive all'interno del parco: l'esemplare colonizzò la California in fretta all'inizio del XX secolo. Esistono sette varianti di toporagni, di cui la più classica è quello comune (Sorex araneus), ma di cui una è endemica, ovvero il toporagno del monte Lyell (Sorex lyelli), e 17 differenti chirotteri; tra di essi, le specie Eumops perotis ed Euderma maculatum utilizzano sistemi di ecolocalizzazione che gli esseri umani possono percepire.
La lince rossa (Lynx rufus), il coyote (Canis latrans), il puma (Puma concolor) e l'urocione comune (Urocyon cinereoargenteus) sono i principali predatori del parco e si danno in genere alla caccia di specie di piccola taglia quali la lepre californiana (Lepus californicus) o la lepre scarpa da neve (Lepus americanus). Più di rado, attaccano il cervo mulo (Odocoileus hemionus) e la sua sotto variante della California (Odocoileus hemionus californicus), i quali giungono sovente a cercare nutrimento nelle verdi praterie.
La famiglia dei roditori accorpa il numero maggiore di mammiferi residenti in zona: le specie più comuni sono il ratto grigio (Rattus norvegicus), lo scoiattolo comune (Sciuris vulgaris), il chipmunk di Allen (Neotamias senex) e la tamia minore (Neotamias minimus). Il castoro di montagna (Aplodontia rufa) vive vicino ai ruscelli, così come il procione comune (Procyon lotor), che sovente si sposta nelle ore notturne. Non vanno poi dimenticati altri esemplari più o meno comuni quali la martora americana (Martes americana), quella di Pennant (Pekania pennanti) o il bassarisco del Nordamerica (Bassariscus astutus).
Diversi animali vivono pure in alta quota, con i pipistrelli che possono trovarsi fino a 3 000 metri di quota. Marmotte e ocotonidi si adattano alle condizioni climatiche con il letargo. La pecora delle Montagne Rocciose (Ovis canadensis) popola aree remote e lontane dai turisti e un suo parente stretto, il bighorn della Sierra Nevada (Ovis canadensis sierrae), appare l'unico segnalato in via di estinzione, poiché nell'intera catena montuosa sopravvivono meno di 300 individui. Anche il ghiottone (Gulo gulo) è un animale assai raro e davvero schivo adattatosi alle condizioni locali.

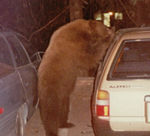
Un orso nero (Ursus americanus) che cerca di entrare in un'automobile parcheggiata all'ingresso del parco

L'orso nero (Ursus americanus) è l'animale simbolo di Yosemite: nonostante il nome, la sua pelliccia è perlopiù marrone (il manto nero è più comune nella metà orientale degli Stati Uniti) e la dimensione minore rispetta a quella del grizzly, completamente scomparso dalla Sierra Nevada all'inizio del Novecento. Il motivo della loro uccisione si doveva al timore da parte dei coloni di venire attaccati da tale specie di grossa taglia. È stato forse il comportamento più mite a salvare gli orsi neri, in quanto cercavano sempre di non avvicinarsi agli esseri umani. In assenza di un censimento scientifico per conoscere il numero di ursidi presenti nella zona protetta, si stima che la popolazione sia compresa tra 300 e 500 individui. Le guardie forestali sono una quindicina nella valle di Yosemite, vale a dire il settore più frequentato dai turisti.
La dieta dell'orso nero è varia: in primavera si nutre di erbe, radici e insetti (specie termiti, formiche, vermi) che si trovano nelle praterie, mentre in estate consuma bacche e in autunno ghiande in attesa del suo letargo. Tuttavia, gli orsi neri si adattano facilmente alla presenza dell'uomo e non disdegnano il loro cibo: per questo lo si può vedere aggirarsi nelle aree di campeggio e nei pressi di veicoli posteggiati.
In passato, gli orsi sono stati nutriti dagli uomini, con conseguenti attacchi che hanno causato molti feriti. Oggi molti pannelli informativi e messaggi di prevenzione sconsigliano di nutrire gli animali selvatici, in particolare i plantigradi. I bidoni della spazzatura nel parco sono stati modificati e chiusi ermeticamente, mentre nei campeggi sono state allestite cassette per la conservazione degli alimenti. Gli incidenti sono in calo, ma ogni anno una media di due o tre orsi aggressivi affrontano l'abbattimento.

#### Uccelli

Ghiandaia di Steller (Cyanocitta stelleri)

Assai variegato è anche il mondo degli uccelli, con 135 specie che nidificano nel parco e 60 che possono essere studiate in inverno: si pensi ai vari picchii verdi (Picus viridis), allocchi macchiati (Strix occidentalis), ghiandaie di Steller (Cyanocitta stelleri), rondoni maggiori (Tachymarptis melba), pigliamosche fianchi oliva (Contopus cooperi), martin pescatori (Megaceryle alcyon), parule di Wilson (Cardellina pusilla), picchi muratori pettofulvo (Sitta canadensis), falchi pellegrini (Falco peregrinus) e altri ancora. Gli appassionati di ornitologia possono osservare anche il rondone codaspinosa di Vaux (Chaetura vauxi), il rondone bianco (Aeronautes saxatilis), diverse specie di Tyrannidae (specie Empidonax oberholseri ed Empidonax hammondii) e la cincia delle Montagne Rocciose (Poecile gambeli) nel loro habitat naturale.
Il picchio delle ghiande (Melanerpes formicivorus), la colomba fasciata (Patagioenas fasciata), il gufo della Virginia (Bubo virginianus) e il picchio rosso minore (Dryobates minor) vivono nei boschi di querce, al contrario del merlo di Brewer (Euphagus cyanocephalus), dell'ittero alirosse (Agelaius phoeniceus), dell'allocco della Lapponia (Strix nebulosa) e del passero volpe (Passerella iliaca), che prediligono le praterie umide. I rondoni nidificano invece negli anfratti dei blocchi di granito. Il già citato martin pescatore americano, il merlo acquaiolo americano (Cinclus mexicanus) e l'urietta marmorizzata (Brachyramphus marmoratus) frequentano e si nutrono dei pesci nei corsi d'acqua. Il rampichino americano (Certhia americana), il fiorrancino americano (Regulus satrapa) e il picchio muratore pettobianco (Sitta carolinensis) costruiscono i loro nidi soprattutto sugli alberi, mentre l'astore (Accipiter gentilis) e la nocciolaia di Clark (Nucifraga colombiana) vivono a quote più alte.

#### Rettili e anfibi
Delle dodici specie di anfibi presenti, nessuna si allontana dalle zone umide, le quali ospitano il rospo boreale (Bufo boreas) o il rospo di Yosemite (Anaxyrus canorus), quest'ultimo endemico. La raganella del Pacifico (Pseudacris regilla) risulta l'esemplare più comune di rana nel parco; è presente in quasi tutti i tipi di ambienti naturali e fino ad altitudini relativamente elevate. Il suo gracidio è inoltre ascoltabile in primavera nei prati e negli stagni. Anche la rana toro (Lithobates catesbeianus), la specie più grande tra gli anfibi del Nord America, frequenta le aree umide del luogo, in particolare la valle di Yosemite. Salamandre e tritoni trascorrono la maggior parte dell'anno nascosti sotto la terra, sotto una roccia o sotto un tronco per sfuggire al caldo e alla siccità estiva.

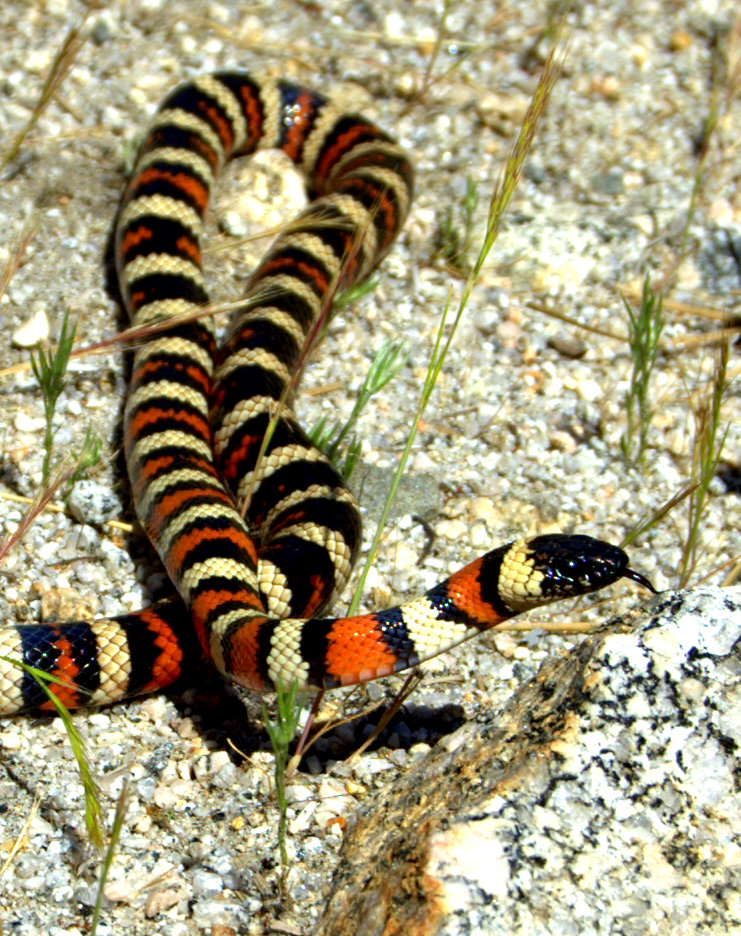
Serpente reale di montagna (Lampropeltis zonata multicincta)

Le ventidue varianti di rettili presenti (una tartaruga, la Actinemys marmorata, sette lucertole, uno scincide e tredici serpenti) preferiscono variamente i luoghi asciutti e rocciosi o quelli umidi. Appartenenti a questa classe e più frequentemente ammirabili risultano lo sceloporo occidentale (Sceloporus occidentalis), la lucertola alligatore cerulea (Elgaria coerulea), l’Elgaria multicarinata, il serpente reale di montagna (Lampropeltis zonata multicincta) e il serpente giarrettiera terricolo (Thamnophis elegans). Di tutte le specie di serpenti della regione, solo il Crotalus oreganus è velenoso e la sua dieta vede soprattutto roditori.

#### Pesci
Durante le ere glaciali, nella regione non riusciva a sopravvivere alcun pesce; dopo lo scioglimento dei ghiacciai, le cascate impedirono alle specie ittiche di colonizzare lo Yosemite orientale, tanto che la maggior parte degli animali attualmente presenti sono state introdotti dall'uomo, con l'eccezione della trota iridea (Oncorhynchus mykiss), già stanziatasi nei corsi inferiori dei fiumi Tuolumne e Merced prima dell'arrivo degli europei. Oggi le specie più abbondanti sono il salmerino di fonte (Salvelinus fontinalis) e la trota (Salmo trutta), ma un gran numero di pesci introdotti nei laghi non è sopravvissuto a causa delle condizioni climatiche, della mancanza di cibo e della mancanza di zone di riproduzione. L'ingresso di specie alloctone ha ulteriormente aggravato la situazione, comportando gravi conseguenze per l'integrità dell'ecosistema acquatico del parco.

### Gestione e prevenzione degli incendi

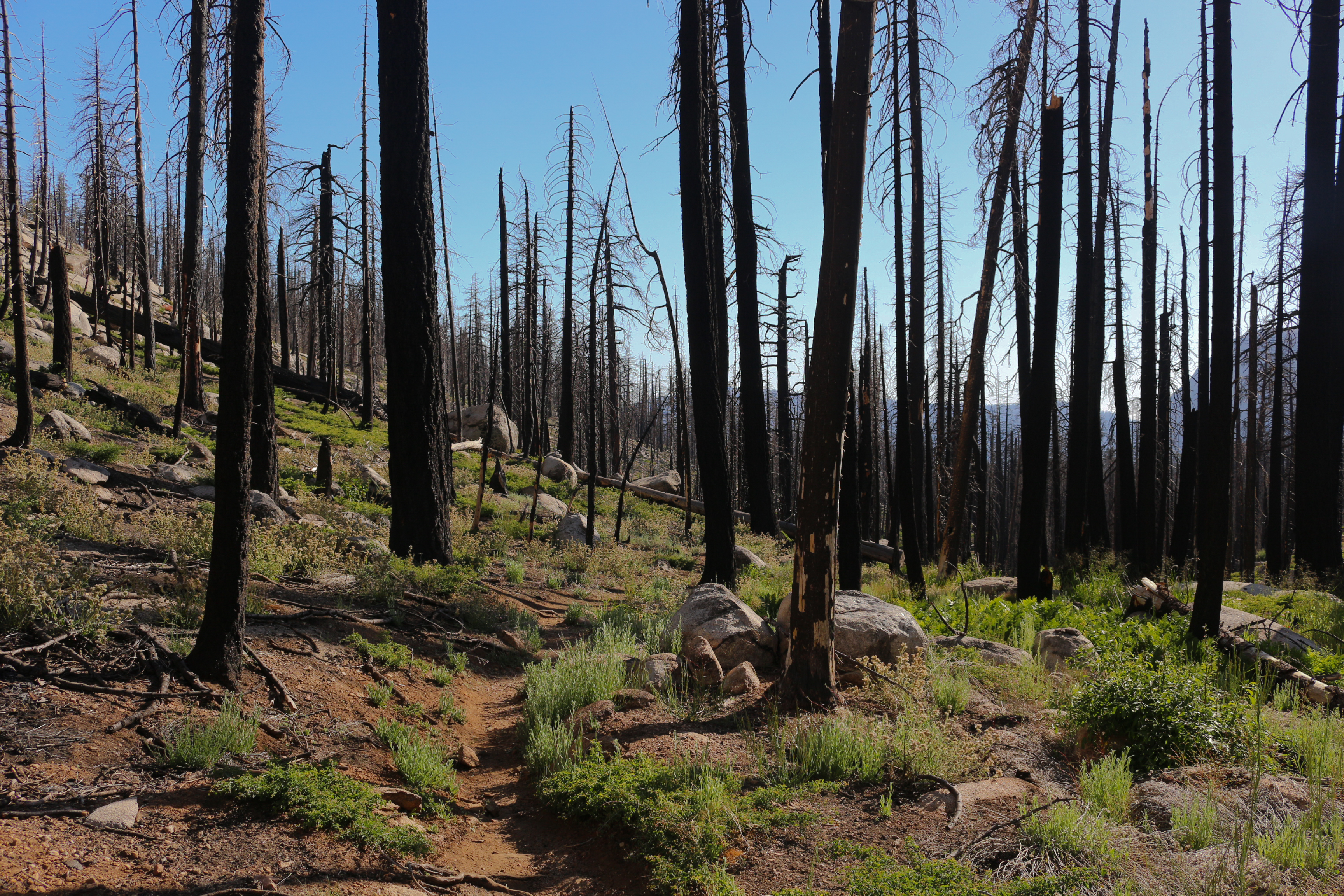
Un'area bruciata del parco

Dal 1970, i piani di gestione degli incendi sono stati regolarmente elaborati per il parco con scopi ben precisi e con il regolamento di agenzie locali o federali.
I fuochi seguono ritmi rigorosi regolamentati dalle autorità all'interno del parco: la stagione degli incendi di solito inizia a maggio e coincide con il periodo estivo, durante il quale gli effetti combinati di siccità del clima e dei suoli unita alla presenza di grossi flussi di turisti favoriscono lo scoppio degli roghi. Ogni anno gli incendi sono causati dalla negligenza dei visitatori e combattuti dai vigili del fuoco dello Yosemite e dal personale del Dipartimento forestale della California.
Gli incendi scoppiano talvolta anche a causa di fulmini, ma le autorità del parco, come anche altrove negli USA, proseguono nella politica dei roghi controllati per via dei benefici che si verificano in tema di rigenerazione dell'ecosistema. Già 4 000 anni fa gli indiani Miwok praticavano roghi controllati, ma grazie alla gestione attuale si tende a evitare che la presenza eccessiva di rami e i tronchi secchi accumulati possano fagocitare ancor di più le fiamme. Le sequoie, molto numerose nel parco, appaiono protette dal fuoco in virtù della loro robusta corteccia.
L'amministrazione è solita appiccare roghi controllati in aree preventivamente delineate, allo scopo di evitare danni al patrimonio storico, alla sicurezza dei visitatori e agli animali; quando tutte le condizioni sono soddisfatte, si agisce quasi sempre con il favore dell'assenza di vento, con la mobilitazione significativa dei vigili del fuoco, con avvisi destinati al pubblico, ecc. Sui terreni federali si seguono le disposizioni normative indicate dal National Environmental Policy Act.

## Luoghi d'interesse

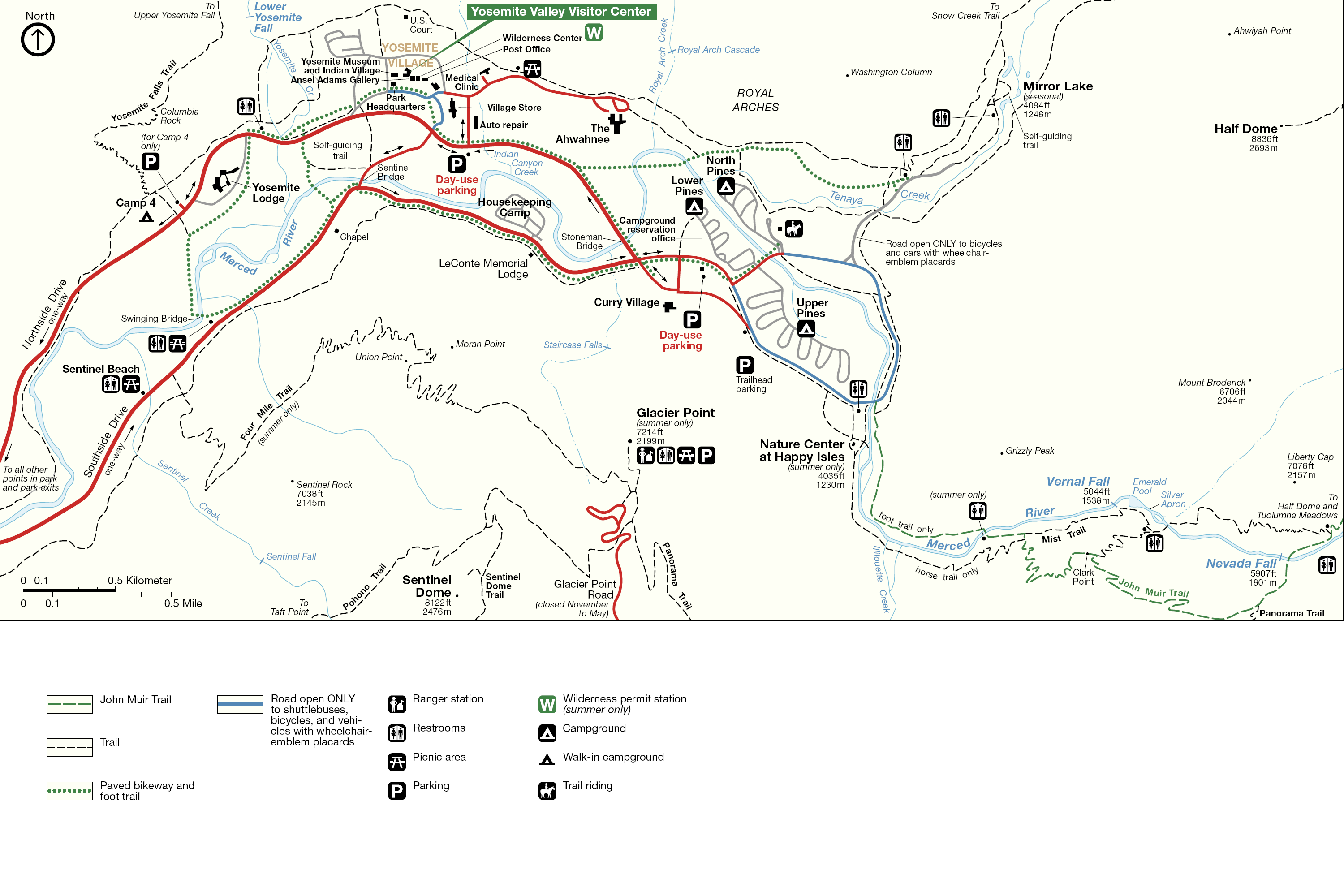
Punti d'interesse nella valle di Yosemite

### Cascate
Il parco ospita diverse dozzine di cascate che alla fine della primavera appaiono nel loro massimo splendore, essendo infatti in quel momento alimentati dallo scioglimento delle nevi e dai ghiacciai. Circa dieci di queste superano i 200 metri in termini d'altezza. Le cascate di Yosemite sono al sesto posto nella classifica delle cascate più alte del Nord America e al ventesimo nel mondo. Si suole individuare tre macro-gruppi di cascate, ovvero quelle superiori (Upper Yosemite Fall), quelle nel mezzo (Middle Cascade) e quelle inferiori (Lower Yosemite Fall). Un sentiero consente l'accesso alla loro base, mentre un altro permette di salire fino al punto da cui l'acqua precipita. Tra le cascate che si possono ammirare dalla valle di Yosemite meritano sicuramente una menzione quelle di Bridalveil (ovvero del velo della sposa), caratterizzate da un triplice salto per la lunghezza complessiva di 739 m, oltre a quelle di Horsetail, dette anche cascate di fuoco per via del gioco di luci che in alcune stagioni dell'anno le fa sembrare colate laviche.. Sono celebri anche la Cascata Vernal e la Cascata Nevada in quanto ben visibili dal Glacier Point.

### Blocchi di granito

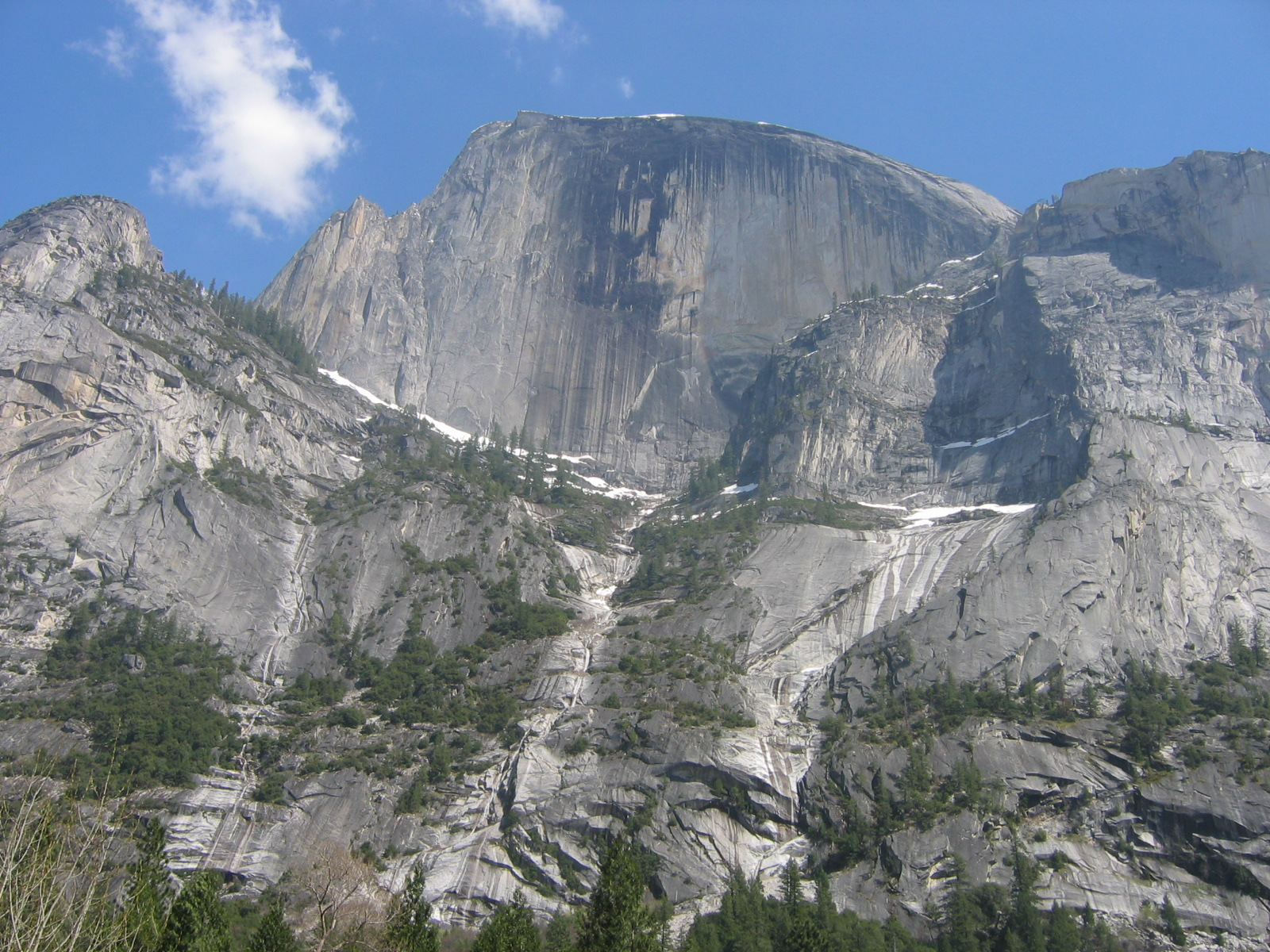
Half Dome

L'emblema del parco è senza dubbio la Half Dome ("mezza cupola"), un blocco di granito la cui calotta sferica si presenta tagliata. La sommità si erge per 2 700 metri sul livello del mare ed è raggiungibile in estate compiendo un vertiginoso sentiero. Gli alpinisti preferiscono scalare la ripida parete alta 670 m e che non devia mai più di 7° dalla verticale. In cima il panorama è assolutamente magnifico, considerata la possibilità di essere in grado, nelle giornate in cui le condizioni meteorologiche non risultano sfavorevoli, di ammirare la vallata nel suo complesso. Il monte El Capitan si presenta sotto forma di un immenso monolite granitico tra i più alti del mondo (2 307 m). Quasi tutto l'anno, gli scalatori di tutto il mondo si cimentano nella salita di tale blocco roccioso e vi sono più di settanta modi possibili finalizzati a raggiungere la vetta. Il Cathedral Peak è un altro picco di granito frastagliato che si staglia per 3 227 m s.l.m.

### Laghi, torrenti e praterie umide

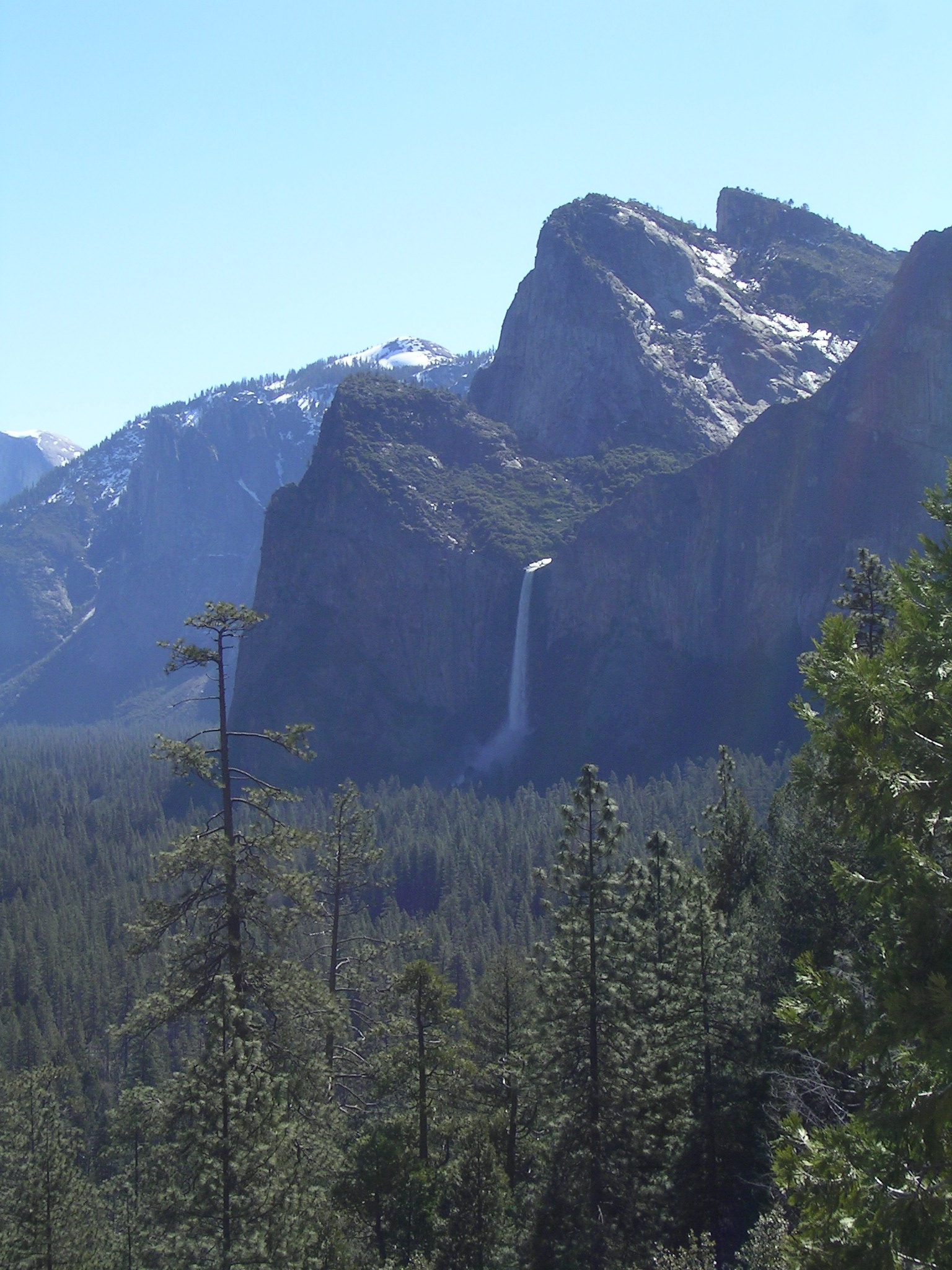
Cascate Bridalveil (ovvero del velo della sposa)

Il Glacier Point è il punto panoramico più bello della regione, essendo preferito da scalatori, appassionati di fotografia ed escursionisti. Arroccato su una formazione rocciosa che domina la valle di Yosemite per 975 metri di altezza, la via per Glacier Point è chiusa da novembre a maggio a causa delle avverse condizioni meteorologiche, ma è possibile raggiungere comunque il sito praticando lo sci di fondo.
Il Mariposa Grove, a sud del parco, è un boschetto composto da 200 sequoie giganti (Sequoiadendron giganteum), di cui la più antica, la Grizzly Giant, ha 2 700 anni di età. Poiché il suo tronco pende di 17 gradi, si attende in maniera ineluttabile e in un futuro incerto la sua caduta.
Un altro punto d'interesse è rappresentato dalla Tioga Road e da Tuolumne Meadows (2 600 m di altitudine), in quanto situati lontano dai siti più trafficati e a nord della valle di Yosemite. Vi si accede dalla Big Oak Flat Road e la Tioga, aperta in estate e all'inizio dell'autunno, s'inerpica in un ambiente alpino dove si susseguono praterie (meadows in inglese), boschi con sequoie e abeti, neve sulle cime maggiori e laghi di montagna. Pur essendo chiusa da novembre a maggio, non è raro trovare ancora neve lungo il ciglio nel mese di luglio. Si consiglia vivamente ai turisti di fare il pieno di benzina prima di accedervi poiché non ci sono stazioni di servizio per diverse decine di chilometri.

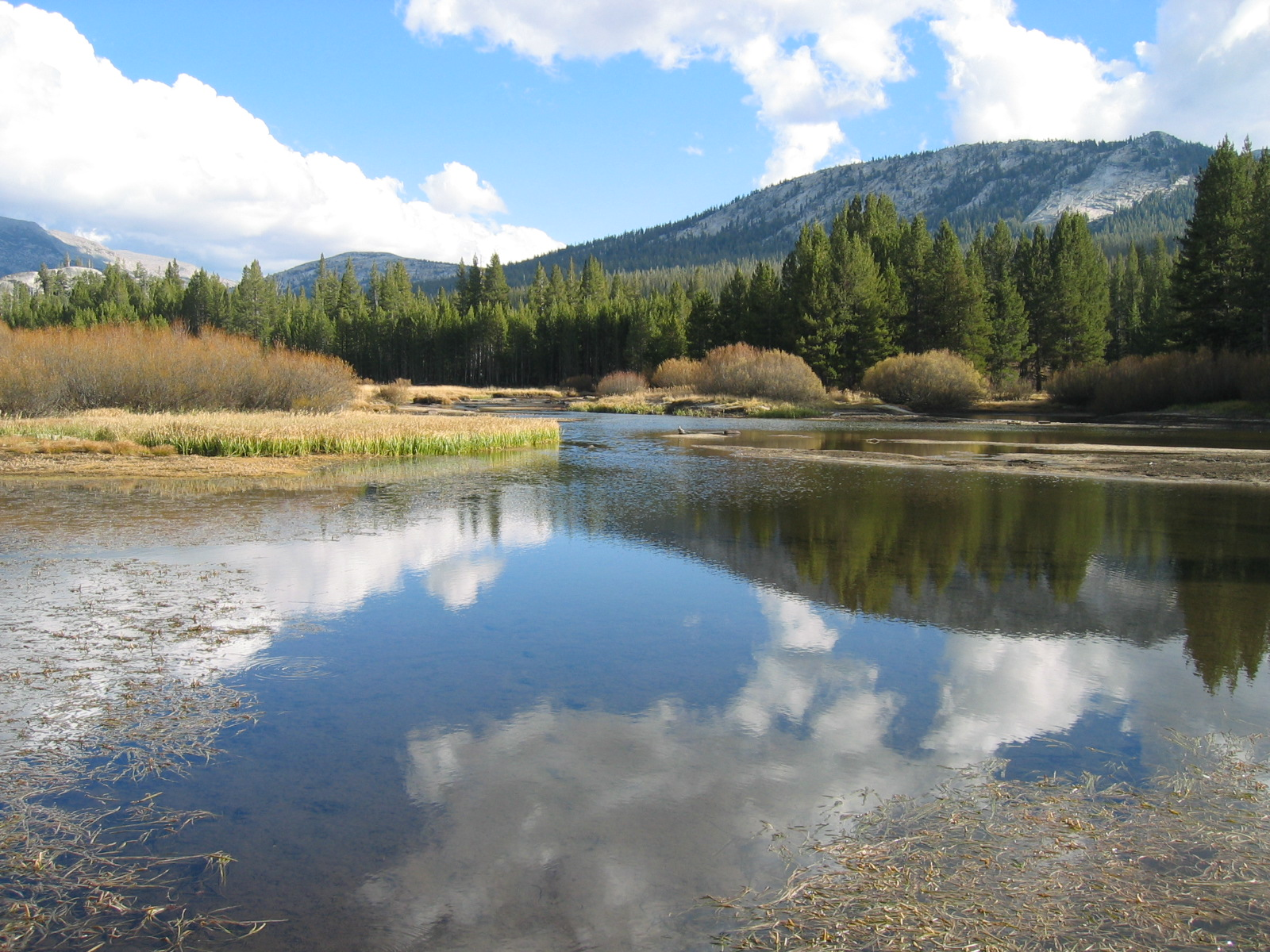
Tuolumne Meadows

Diversi milioni di anni fa, Tuolumne Meadows giaceva sotto un grande strato di ghiaccio e ancora oggi le cicatrici lasciate dall'acqua allo stato solido segnano il paesaggio. La flora è varia e i fiori fiancheggiano il terreno in primavera e in estate (si pensi alle varie Dodecatheon, Mimulus, calte palustri, ecc.). I principali sentieri escursionistici, dal carattere più o meno impegnativo, partono dalla strada e dal centro informazioni e alcuni di essi raggiungono i siti di campeggio situati a 12/16 km di distanza. Una volta raggiunta la quota di 3 000 m al momento del travalicamento del passo di Tioga, a est del parco, si raggiunge il punto più elevato a 3 200 m di altitudine per poi discendere presso il lago Middle Gaylor e infine arrivare alle rovine di una capanna di pietra, un insieme di resti di una miniera d'argento sfruttata nel XIX secolo.

## Cultura

### Arte e letteratura

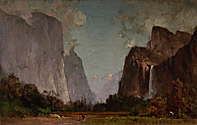
La Valle di Yosemite in una tela di Thomas Hill del 1870 circa, Sullivan Goss-An American Gallery

Le rappresentazioni artistiche di Yosemite perseguono quasi sempre lo scopo di santificare e glorificare la natura incontaminata. Per questa ragione, molti pittori americani hanno infatti deciso di immortalare soggetti quali la celebre valle, i blocchi di granito e le cascate: è il caso di Albert Bierstadt, di Thomas Hill, di Thomas Moran, di Kenneth Callahan e di altri artisti ancora. Yosemite divenne famosa come località nell'Ottocento grazie alle fotografie di George Fiske, Ansel Adams e Carleton Watkins, ma la diffusione dei paesaggi di questa parte della Sierra Nevada deve molto anche alla litografie effettuate a ridosso del Novecento.
Nel XX secolo, uno degli inni del compositore tedesco Karlheinz Stockhausen s'ispira alle cascate della valle di Yosemite. Il romanzo di Jack Kerouac I vagabondi del Dharma, pubblicato nel 1958, racconta l'ascensione del Matterhorn Peak effettuata da Henry Morley.

### Cinema
Nelle pellicole cinematografiche, i paesaggi locali comparivano spesso già ne L'ultimo dei Mohicani (1920) e in L'ammutinamento del Caine (1954). Anche le scene di apertura di Star Trek V - L'ultima frontiera (1989) vennero girate in loco, così come Maverick (1994). Per quanto riguarda l'animazione, si segnala L'orso Yoghi (2010), per i documentari quello del 2014 intitolato Valley Uprising e incentrato sulla valle di Yosemite e sulla sua storia. The Dawn Wall, un ulteriore esempio di documentario realizzato in zona, fu prodotto nel 2017. Il documentario vincitore del premio Oscar 2018 Free Solo è stato girato a Yosemite.

### Altro
Yosemite rimane oggi una colonna portante che simboleggia la natura incontaminata e al suo stato di purezza massimo: nel 2006, il governatore uscente della California, Arnold Schwarzenegger, conduceva la sua campagna politica in un autobus verde decorato con una fotografia del parco di Yosemite.
Il videogioco Enemy Territory: Quake Wars (2007), creato da Splash Damage per Activision, presenta una mappa ispirata a Yosemite chiamata Valley (campagna nordamericana). L'ambientazione riprende, ispirandosi in maniera libera, alcune caratteristiche del parco. Lo stesso discorso può farsi per il videogioco della Bungie Halo: Reach, il quale presenta uno sfondo che si ispira in maniera lata alla valle nel menù di gioco e alcuni aspetti della mappa Crea un mondo (Forge World) riprendono le cascate e i blocchi di granito di Yosemite. Anche la Electronic Arts ha scelto questo parco come punto di passaggio nella fase 2 "Parchi nazionali" del suo gioco di corse Need for Speed: The Run. 
Nel 2013, Kanye West ha utilizzato le immagini del parco nel suo video musicale del brano Bound 2.
Nel 2014, l'azienda californiana Apple ha chiamato il suo nuovo sistema operativo Mac OS X Yosemite, in onore di una delle principali località turistiche della California; la dodicesima versione di quest'ultimo si ispira invece alla montagna El Capitan (OS X El Capitan).
Nel 2016, la zona protetta ha ispirato il videogioco Firewatch realizzato dalla Campo Santo. Malgrado si svolga in Wyoming e non in California, le ambientazioni del gioco sono comunque fortemente ispirate a Yosemite, tanto che pure il team di sviluppatori del gioco ha compiuto un viaggio apposito per l'occasione.
Nel 2018, Travis Scott ha chiamato Yosemite la dodicesima canzone del suo album Astroworld e ha fornito un video musicale per la canzone in questione, con immagini del parco incluse.
Nel 2019, l'azienda editrice di videogiochi nipponica della Sekai Project ha pubblicato una visual novel intitolata National Park Girls, dove lo spirito del parco nazionale di Yosemite è un personaggio principale.

## Economia

### Turismo

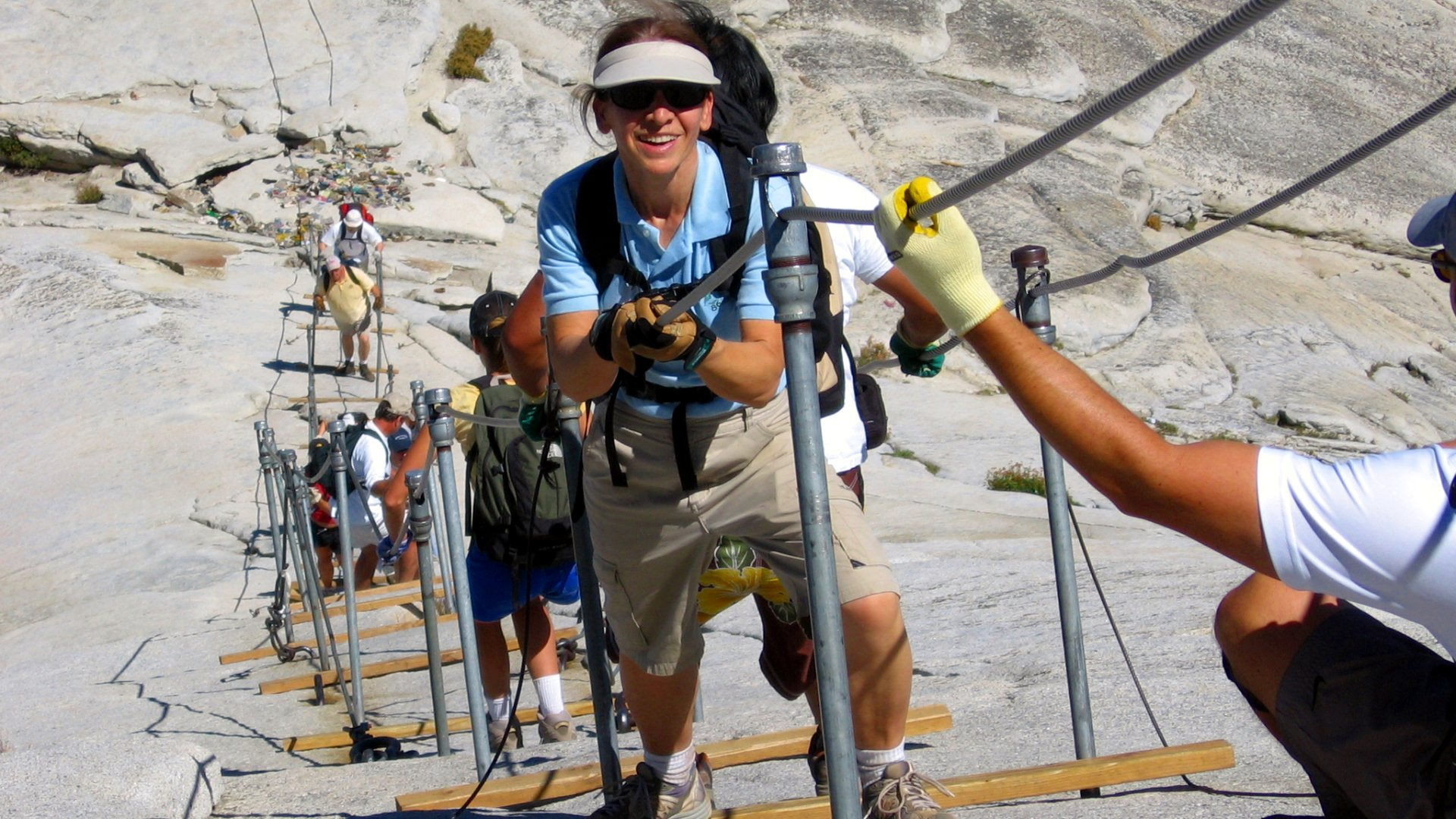
Ascensione di Half Dome

L'ingresso al parco non è gratuito, essendo richiesto il pagamento di 35 dollari per veicolo ogni sette giorni. Sono diciotto le aree di campeggio che permettono di dormire nel parco, ma bisogna prenotare in anticipo, soprattutto per il periodo estivo. Due dei campeggi più popolari sono quello di Housekeeping e quello di Crane Flat. Nella valle di Yosemite, il villaggio offre molti servizi (ufficio postale, supermercato, vendita di generi alimentari, mappe, libri, docce, bancomat, ecc.), con un centro informazioni che espone la storia geologica del parco e offre una visita gratuita a un museo dei nativi americani. Tra gli hotel principali presenti si segnalano l'Ahwahnee, il Curry Village e il Yosemite Valley Lodge.
Il parco offre un'ampia varietà di attività all'aperto: i 1 280 km di sentieri escursionistici consentono di attraversare il sito in diverse posizioni e di godere di diversi panorami. Chi intraprende percorsi di trekking che durano per più giorni deve obbligatoriamente informare i ranger delle date e del percorso. Sono praticabili tutti gli sport di montagna (sci di fondo in inverno, arrampicata, alpinismo, rafting, torrentismo, pesca, nuoto in estate, ciclismo). Cathedral Lakes e Bridalveil Fall Trail sono considerati due dei migliori sentieri escursionistici del parco.